# Архітектура модерну Львова
Архітектура модерну Львова — стала провідною у будівництві міста перших десятиліть XX століття до початку Першої світової війни. У міжвоєнний період будівництво велось у значно менших обсягах. Стилі пізнього модерну, Ар Деко були характерними для 1920-х років міжвоєнного періоду, поступившись згодом конструктивізму, функціоналізму.

## Історія
На 1900 рік йшло стрімке зростання населення Львова, що супроводжувалося значними змінами у інфраструктурі міста — розвитком мережі газо-, електро-, водопостачання і водовідведення, прокладенням нових ліній трамваю, мереж освітлення вулиць.
У прийнятому 1909 року третьому будівельному статуті міста вперше дозволялось будувати п'ятиповерхові будинки за спеціальним дозволом міської ради, чому сприяло впровадження металевих конструкцій, залізобетону. У будівлях вперше встановили централізоване опалення, ліфти. Цей будівельний розвиток збігся з поширенням нового стилю модерну — сецесії. Було зведено як окремі громадські, житлові будівлі, так і блоки будівель, що могли займати цілі квартали забудови.

## Житлові будівлі
Поширення стилю сецесії збіглося в часі з докорінною перебудовою комунальних служб, будівельних технологій. Будинки змінились не настільки зовнішньо, як конструктивно. Завдяки модернізації водогонів було збільшено поверховість забудови, змінено планування будинків, де вже не облаштовували внутрішньобудинкових загальних туалетів, балконів з входами до квартир. Якщо спочатку це були дорогі презентабельні будівлі, то незабаром вони стали нормою комфорту. Квартири з санвузлами з туалетами, ванними розміщувались навколо центральної сходової клітки. У перекриттях поверхів дерев'яні балки замінили на металеві профілі, залізобетон. Якщо у центральній частині міста зводили окремі будівлі на вільних парцелах, то на новозакладенех вулицях у найближчому оточенні старого міста появлялись цілі комплекси, вулиці у стилі модерн.
До найкращих зразків житлових комплексів належить забудова вулиць Богомольця, Донцова, Глибокої, Верхратського, Кравчука, Севастопольської, Генерала Чупринки, Валовій, 7-13.

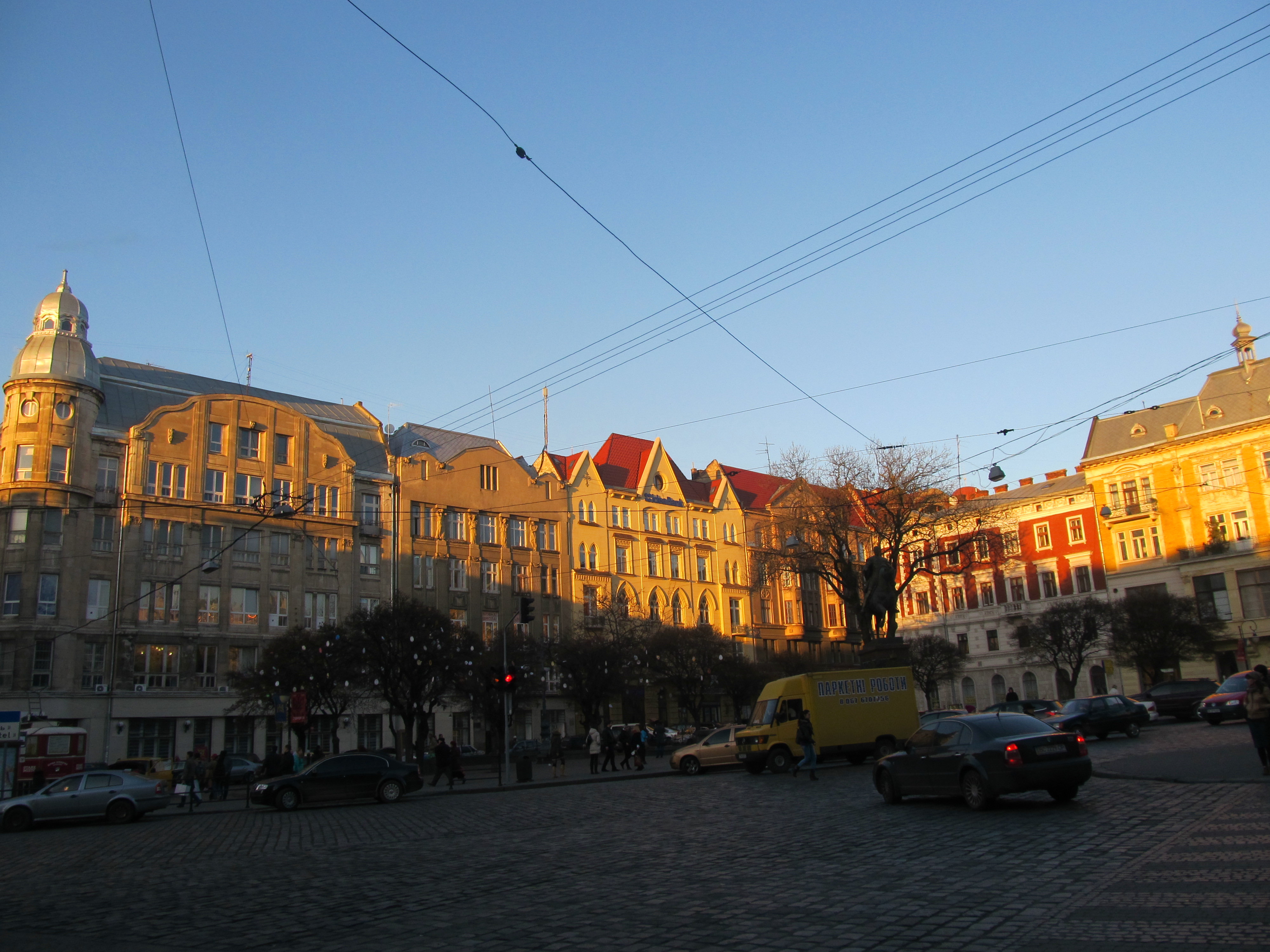
Забудова модерн на вулиці Валовій (ліворуч)
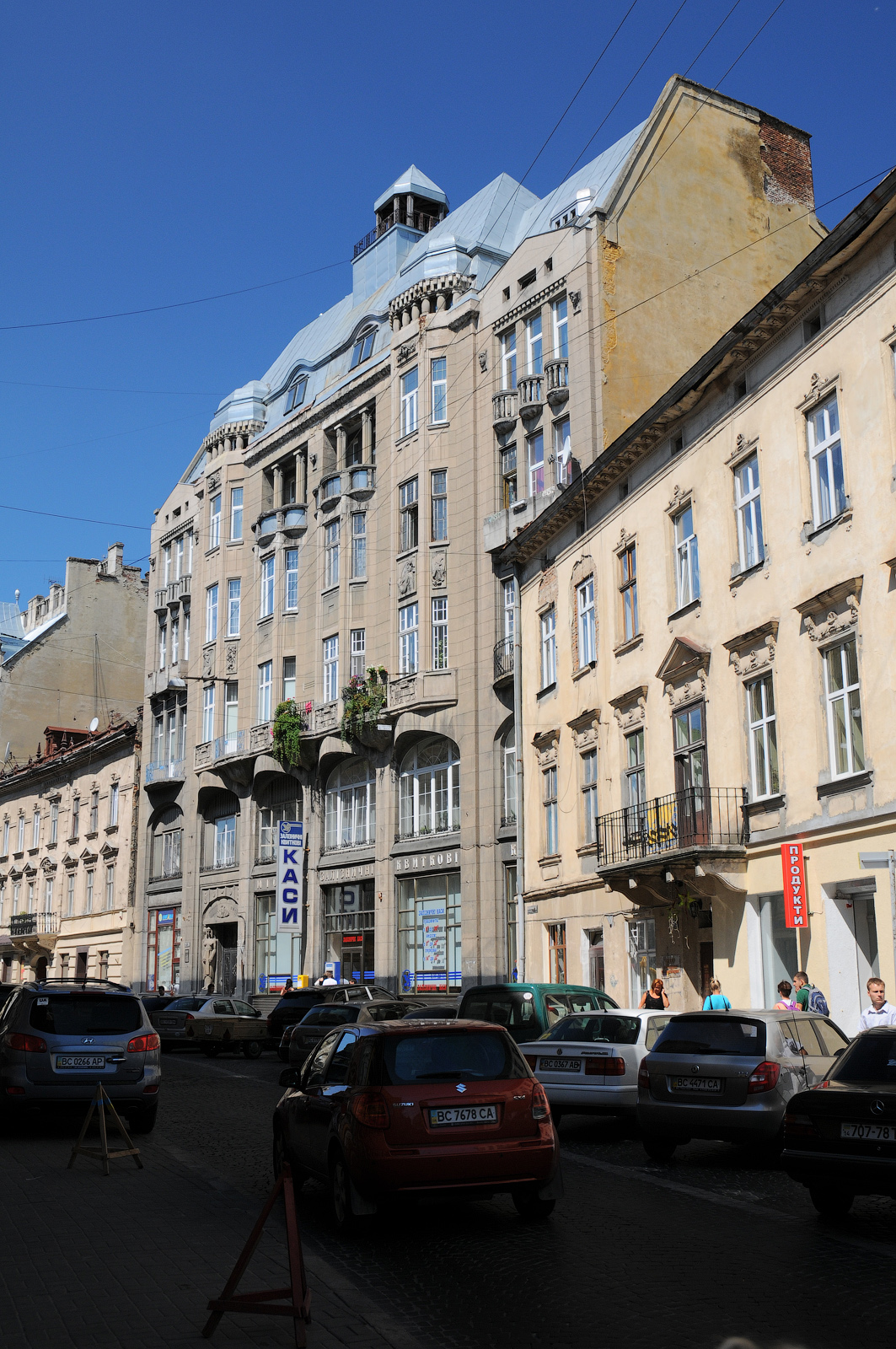
Колишній прибутковий будинок Ґрюнерів (1920, архітектор Роман Фелінський; вул. Гнатюка, 20—22)
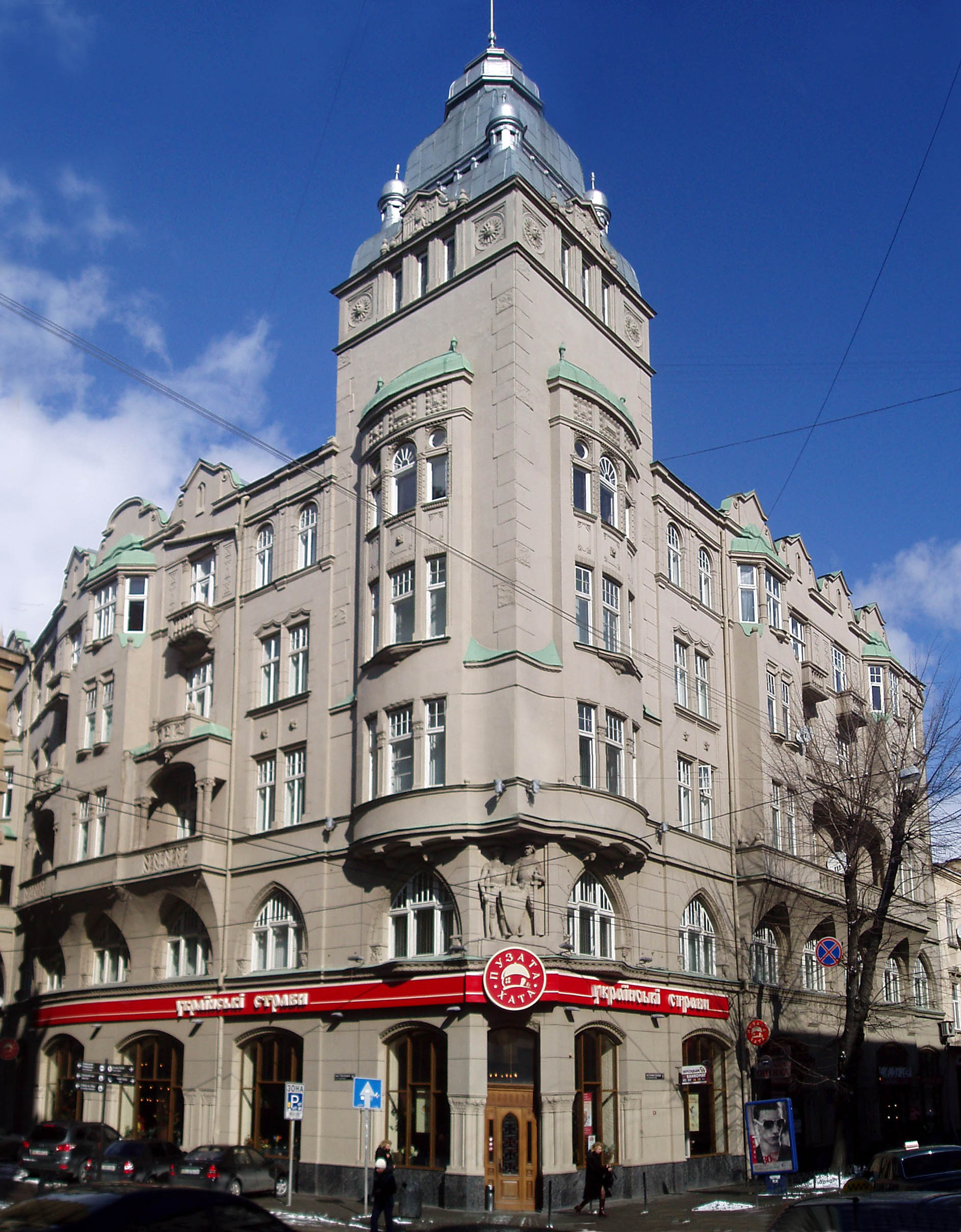
Колишня чиншова кам'яниця банкіра Мойсея Рогатина (1913, архітектор Роман Фелінський; вул. Січових Стрільців, 12)
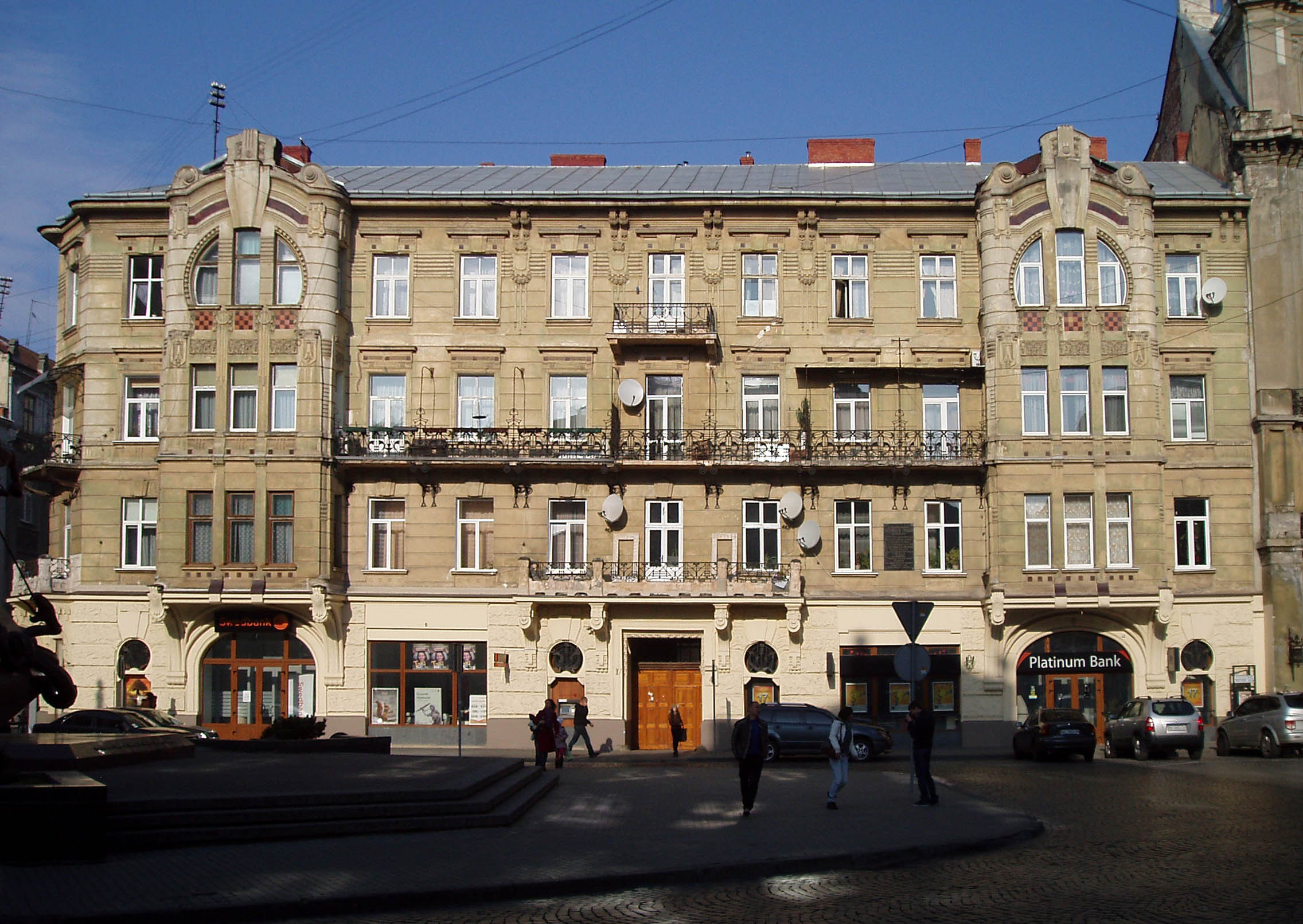
Будинок інженера Яна Строменґера (1907, архітектор Тадеуш Обмінський; пл. Генерала Григоренка, 4)
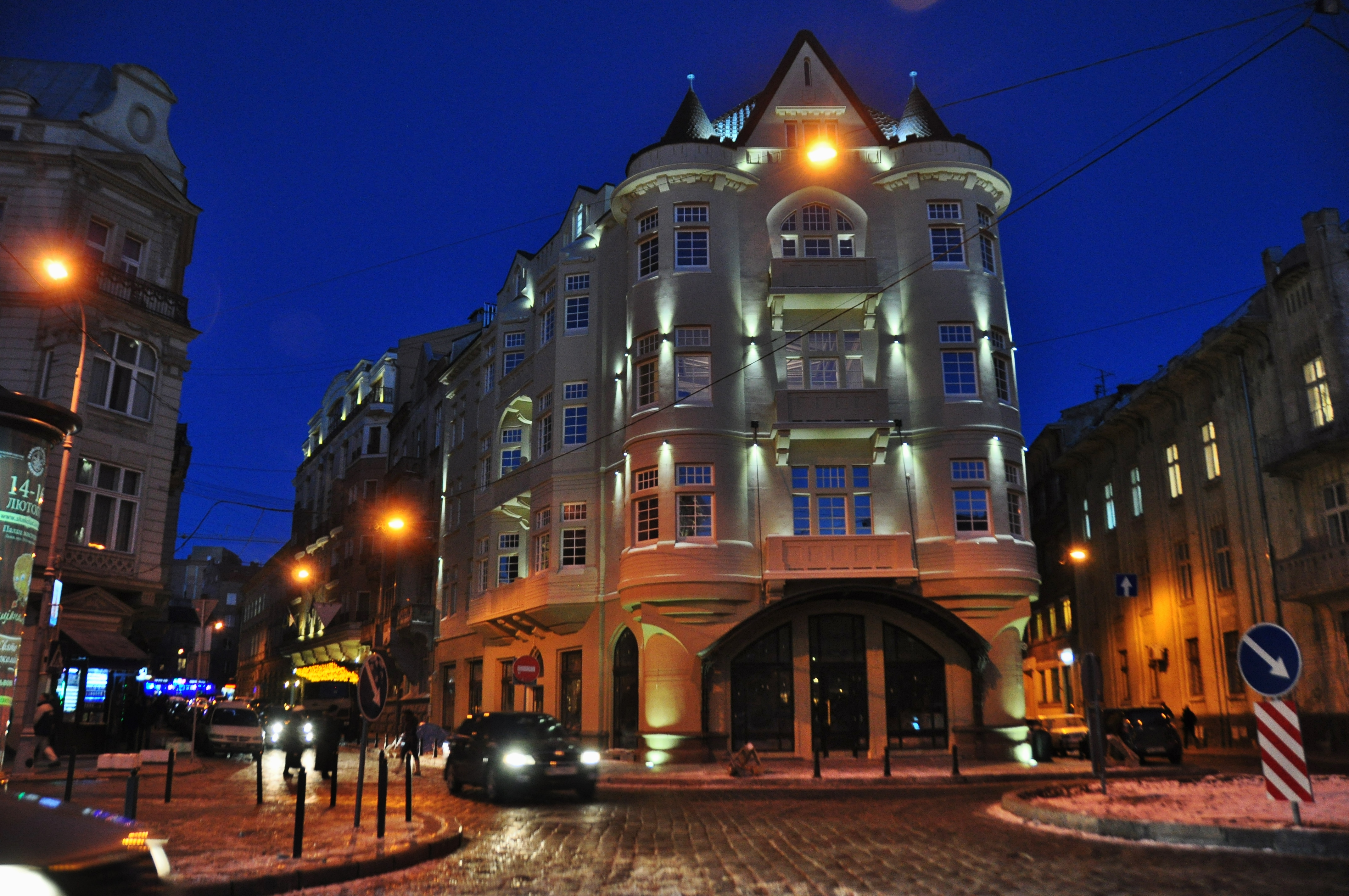
Колишній прибутковий будинок Еміля Векслера (1909, архітектор Збігнєв Левинський; пр. Шевченка, 27)
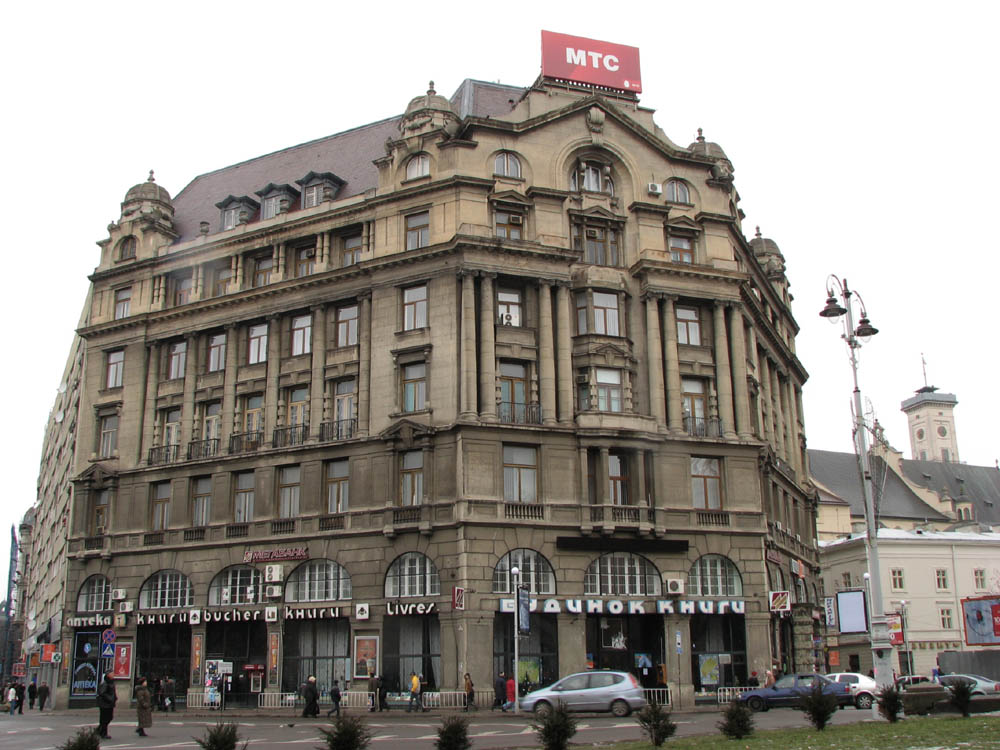
Колишній прибутковий будинок Йона Шпрехера (1912—1921, архітектор Фейвл (Фердинанд) Каслер; пл. Міцкевича, 8)
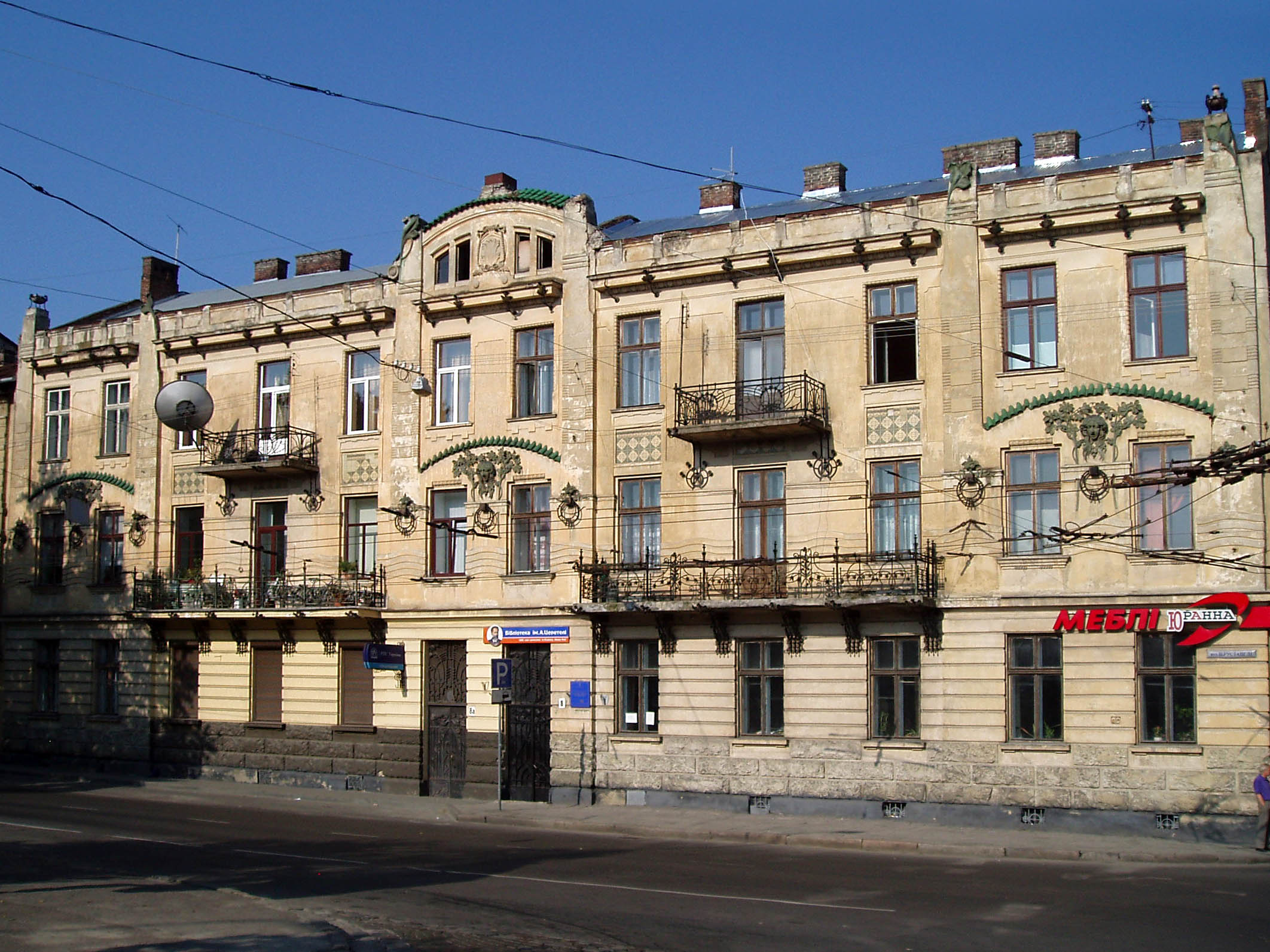
Колишня чиншова кам'яниця банкіра Міхала Стоффа (1906, архітектор Владислав Садловський; вул. Руставелі, 8—8а)
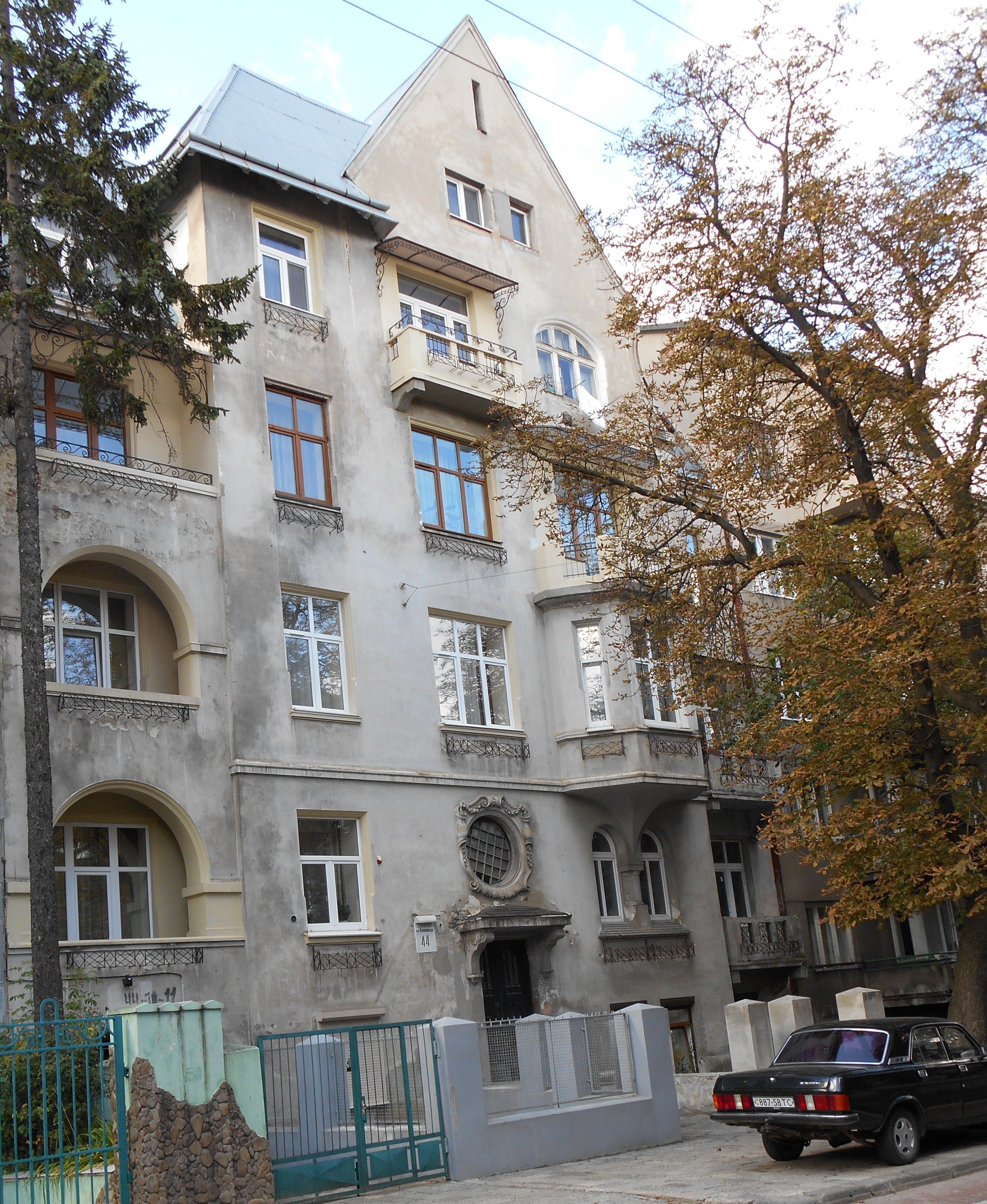
Колишня чиншова кам'яниця скарбового радника Людвіка Гірша (1911—1912, архітектор Іван Багенський; вул. Коновальця, 44)
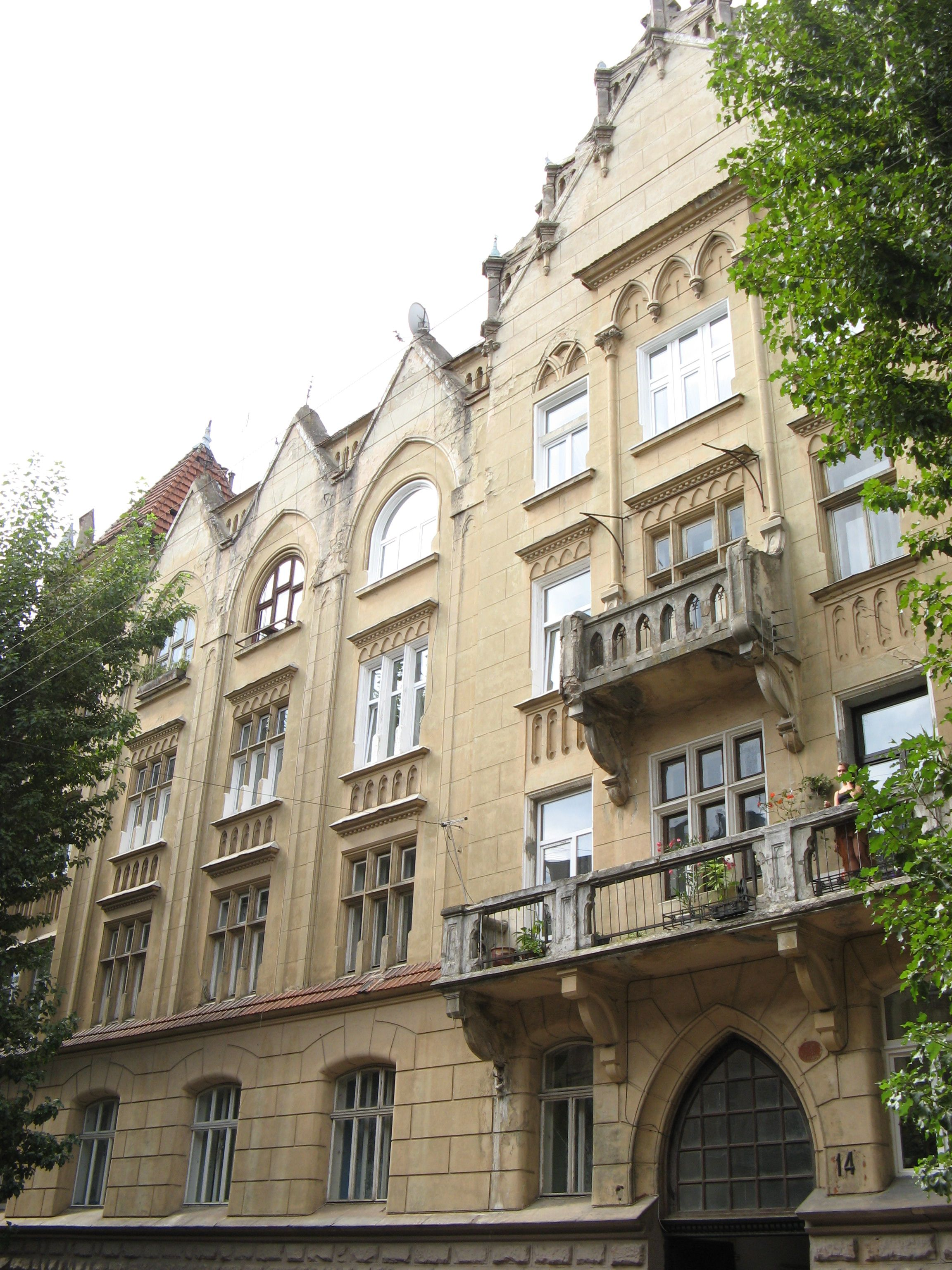
Житлова кам'яниця (1909, архітектор Мар'ян Осінський; вул. Глибока, 14)

## Громадські споруди

### Адміністративні будівлі
Статус столиці коронного краю сприяв будівництву нових адміністративних будівель, приватних фінансових, господарських, професійних спілок. Найпоказнішими серед адміністративних були будівля Фінансової прокуратури і військової інспекції (поміж вулицями Саксаганського, І. Франка, Зибликевича), Дирекції залізниці (вул. Листопадового чину — Гоголя), Торгово-ремісничної палати (пр. Шевченка, 17), Ремісничої палати (пл. Галицького Галицького).
- Віденський проєкт 1913 Фінансової прокуратури переробили у бюро М. Уляма, завершивши будівлю стилізованим ренесансним аттиком.
- Дирекцію залізниці (1912/13) у стилі модернізованого класицизму спроєктував Збіґнєв Брохвіч-Левинський. Адміністративна будівля через курдонер була об'єднана з блоком житлових будинків чиновників залізниці.
- Торгово-ремісничу палату 1912 збудували за проєктом Альфреда Захаревича, поєднавши риси модерну і неокласицизму. Фасад прикрашають фігурний (скульптор   Войцех Пшедвоєвський) і мозаїчний (скульптор Генрик Узембл) фризи з алегоричними зображеннями торгівлі, ремесел. Багатим декором відзначаються інтер'єри будівлі, зокрема залу засідань з пластичним декором Зигмунта Курчинського.
- Реміснича палата (1913/19) була зведена за проектом Яна Протшке у стилі ретроспективного модерну. Зал засідань використовується Театром ляльок (1947).

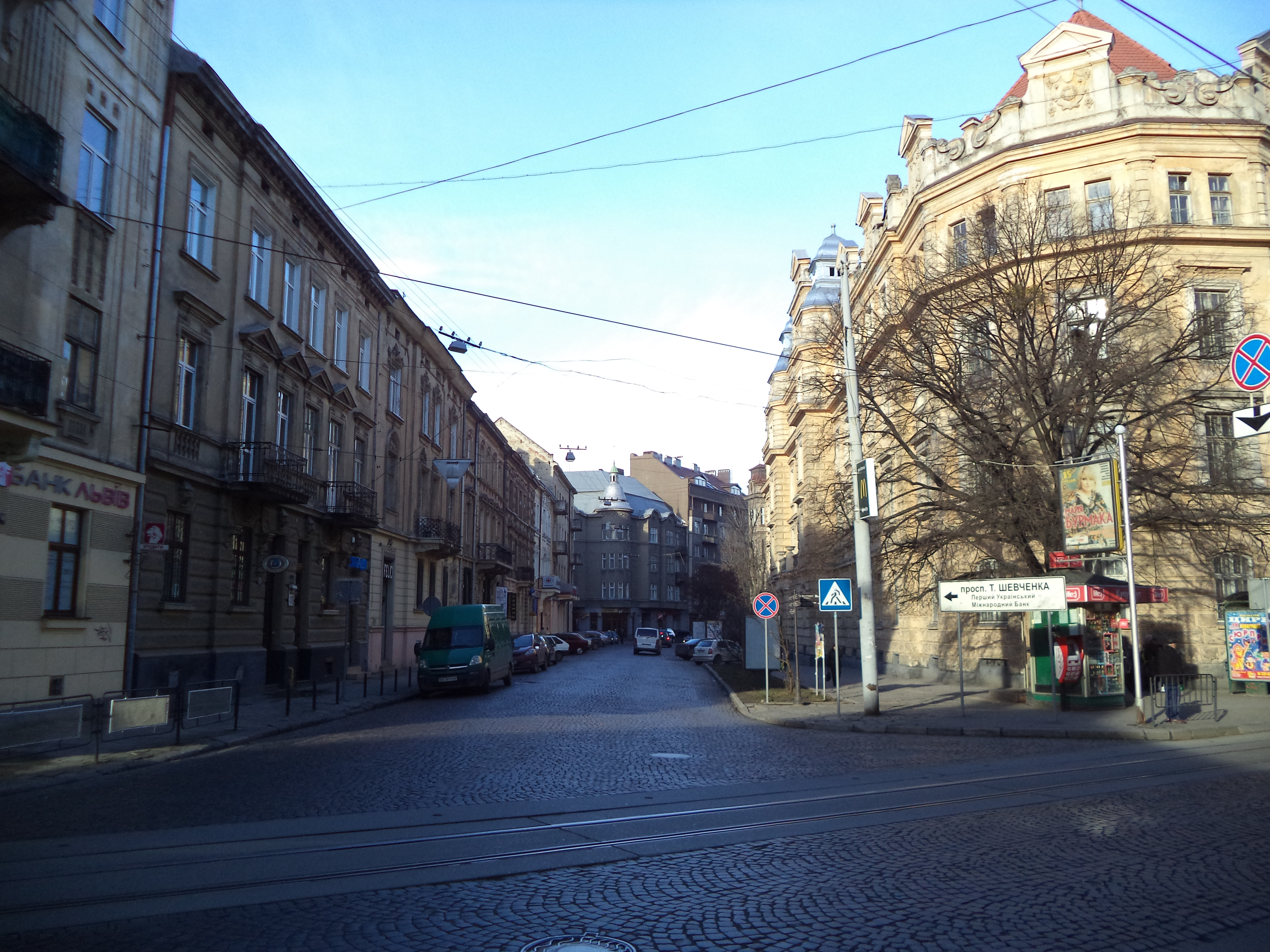
Фінансова прокуратура (праворуч)
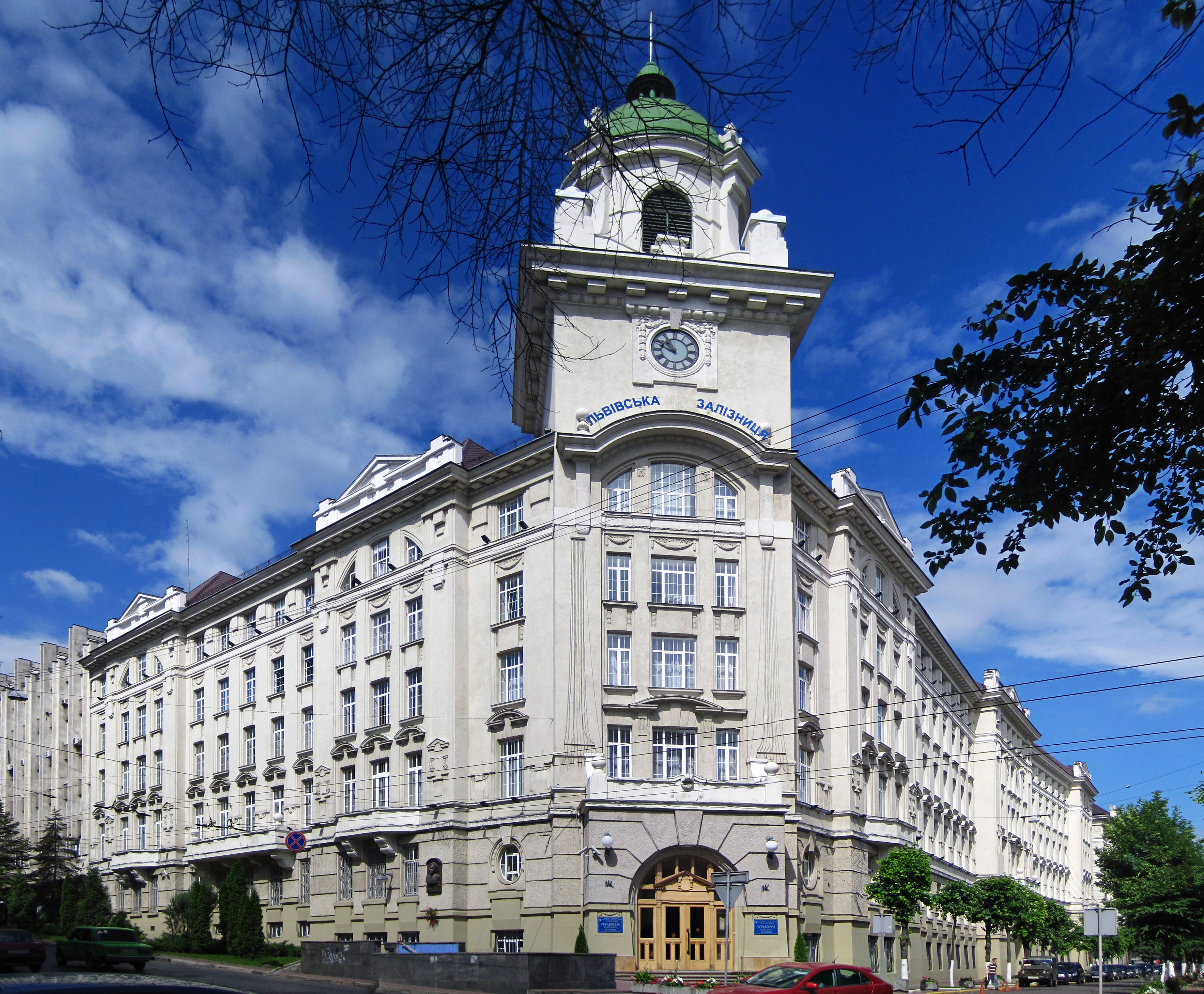
Дирекція залізниці
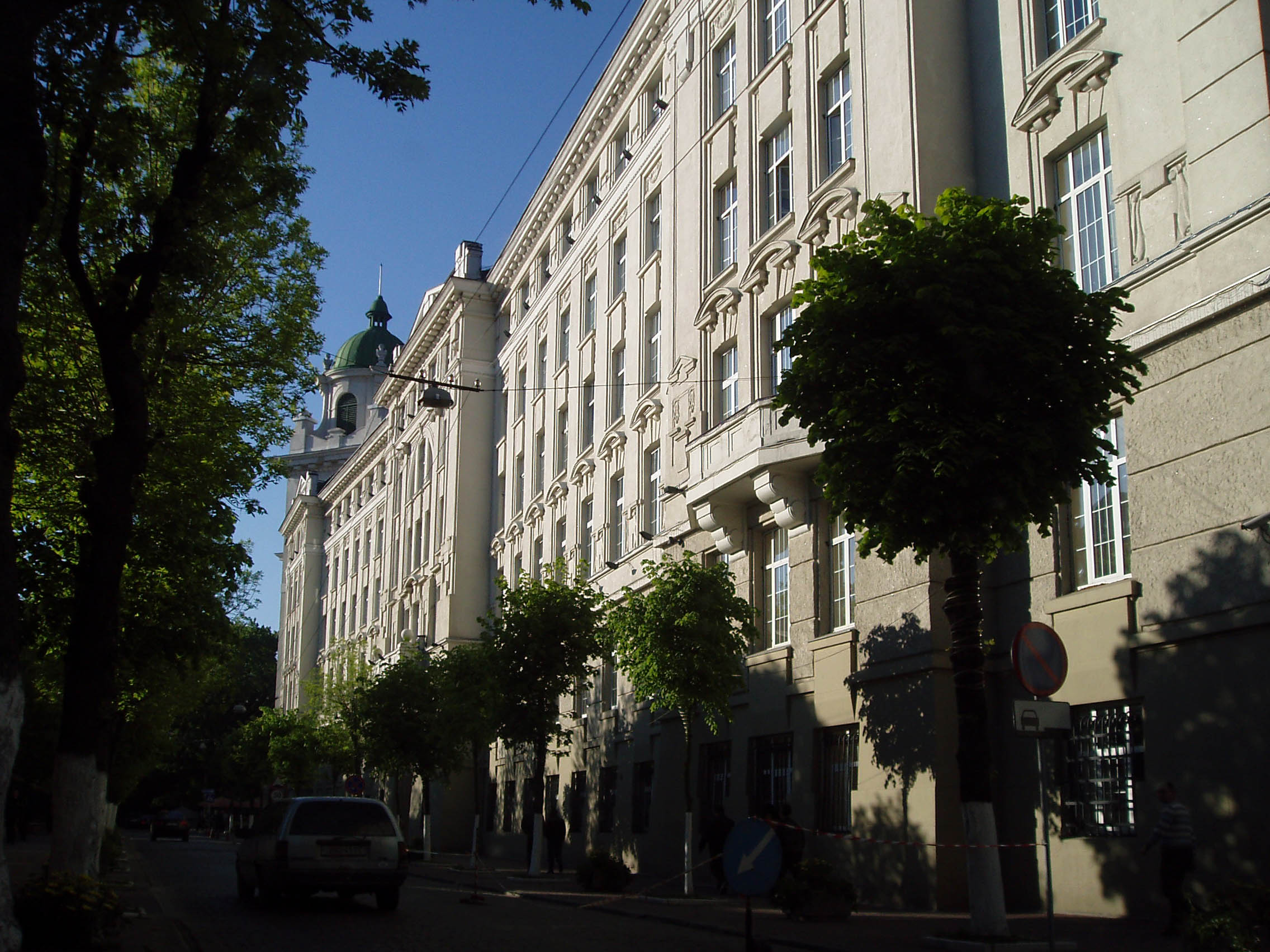
Житлове крило Дирекції залізниці від вул. Гоголя
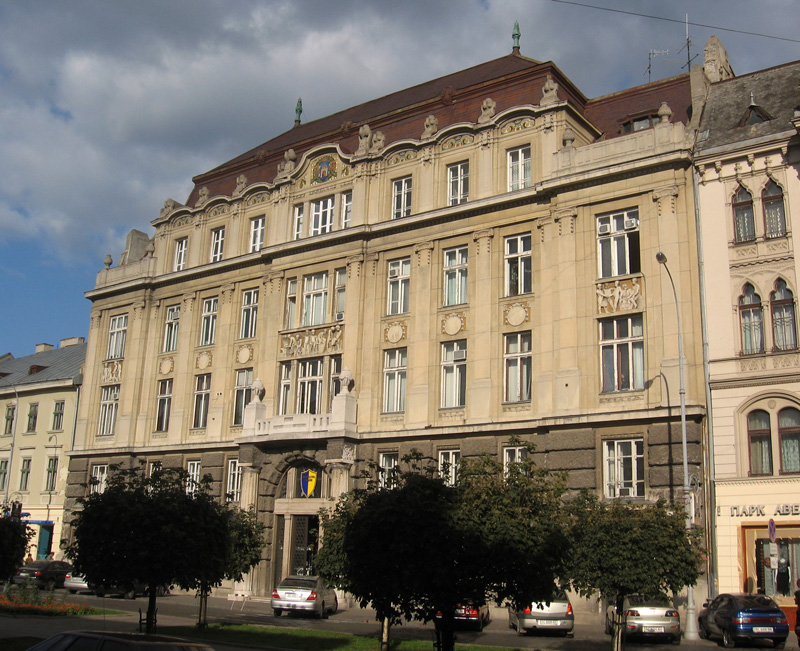
Торгово-реміснича палата
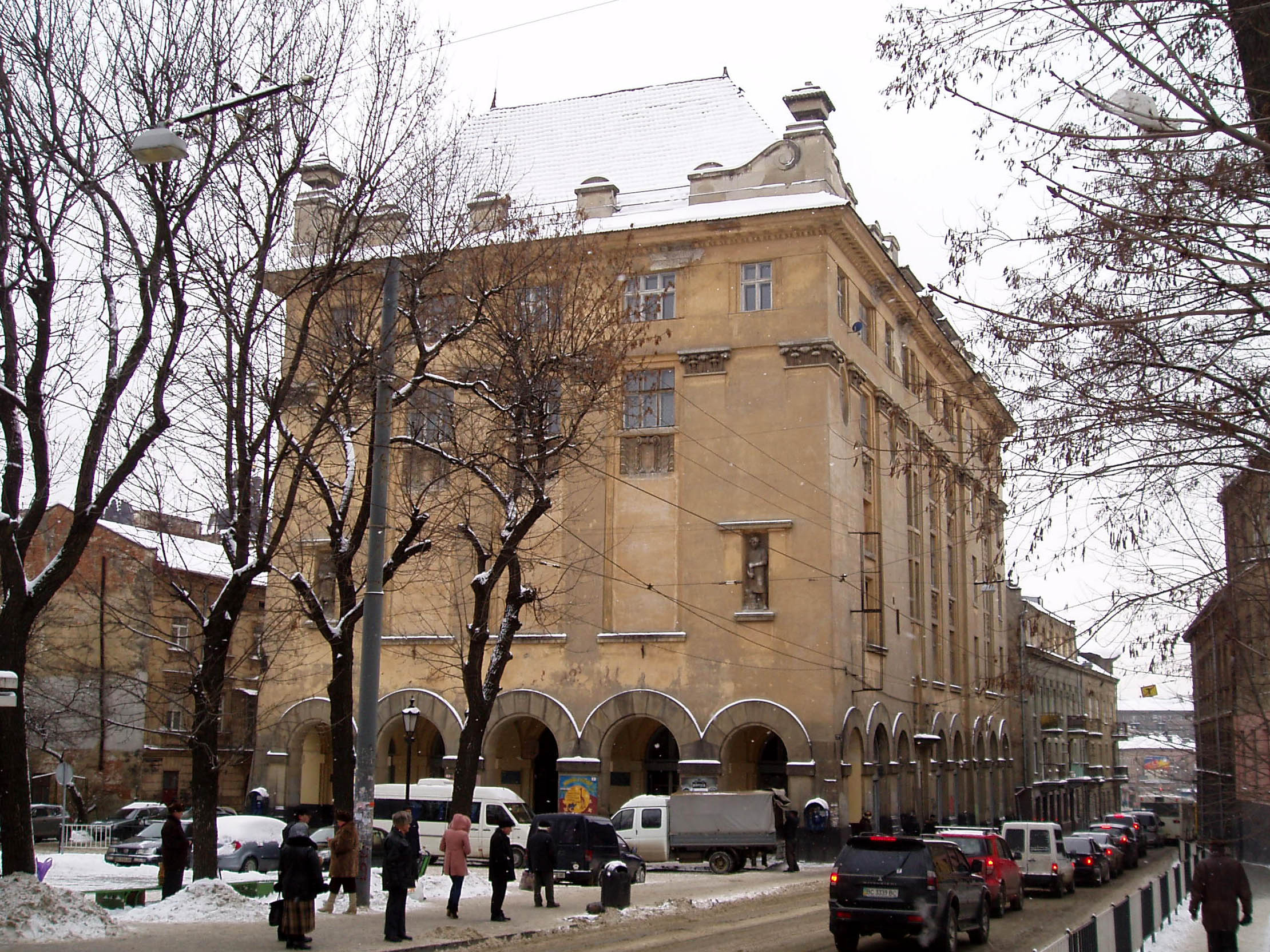
Реміснича палата

### Фінансові заклади
Фінансові установи звели не менш претензійні будівлі — першу 5-поверхову будівлю міста банку «Уніон» (пр. Свободи — вул. Памви Беринди), Страхової компанії Трієсту і Кредитного товариства землевласників (вул. Коперника, 3, 4), Акціонерного кооперативного банку (пл. Генерала Григоренка, 3), Празького кредитного банку (пр. Свободи — вул. Гнатюка), Австро-Угорського банку (вул. Листопадового чину, 8).
- банк «Уніон» (1909) проєкт виконали у бюро Міхала Уляма.
- Страхова компанія Трієсту (1908/10) була збудована за проєктом Альфреда Захаревича з декором фасаду скульптора Зигмунта Курчинського.
- Кредитне товариство землевласників (1912/13) було спроєктоване Альфредом Захаревичем та декороване скульптором Зигмунтом Курчинським. Виділяється декор Операційної зали з заскленим склепінням.
- Акційний кооперативний банк (1909/11) збудували за проєктом Альфреда Захаревича.
- Празький кредитний банк (1911/12) звели у стилі раціонального модерну за проєктом чеського архітектора Матея Блеха з скульптурним декором Емануеля Кодета.
- Австро-Угорський банк (1912/13) спроєктував Міхал Лужецький. Скульптурний декор фризу виконав Юліуш Белтовський.
- Кредитне товариство «Дністер» (вул. Руська, 20 — Підвальна) (1905/06) призначалося для співпраці з українцями Галичини і було збудоване у стилі українського модерну з гуцульськими мотивами. Будівлю збудувала фірма Івана Левинського з багатим оздобленням ліпниною, майоліковими плитками, художнім металом.

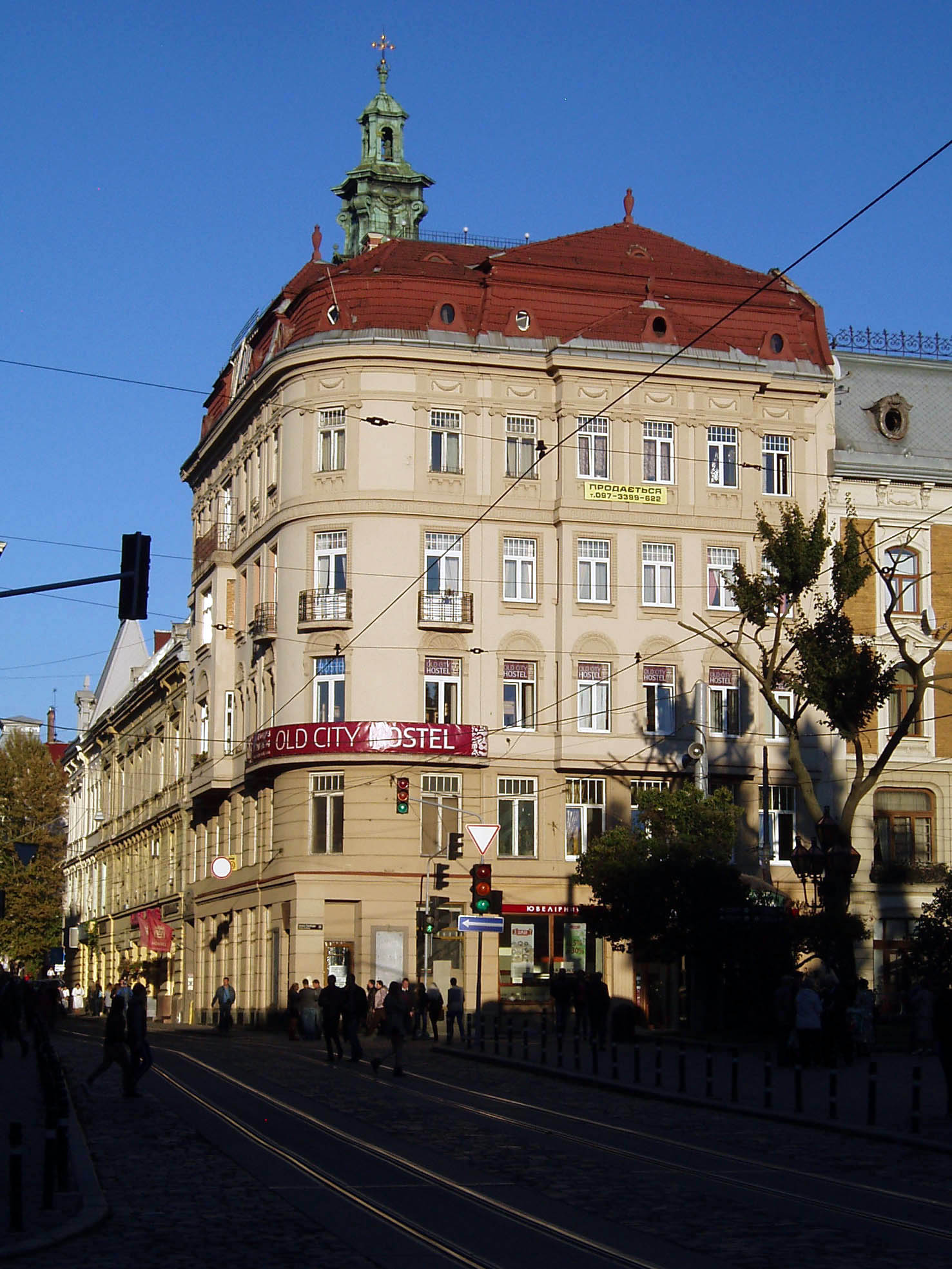
Банк «Уніон»
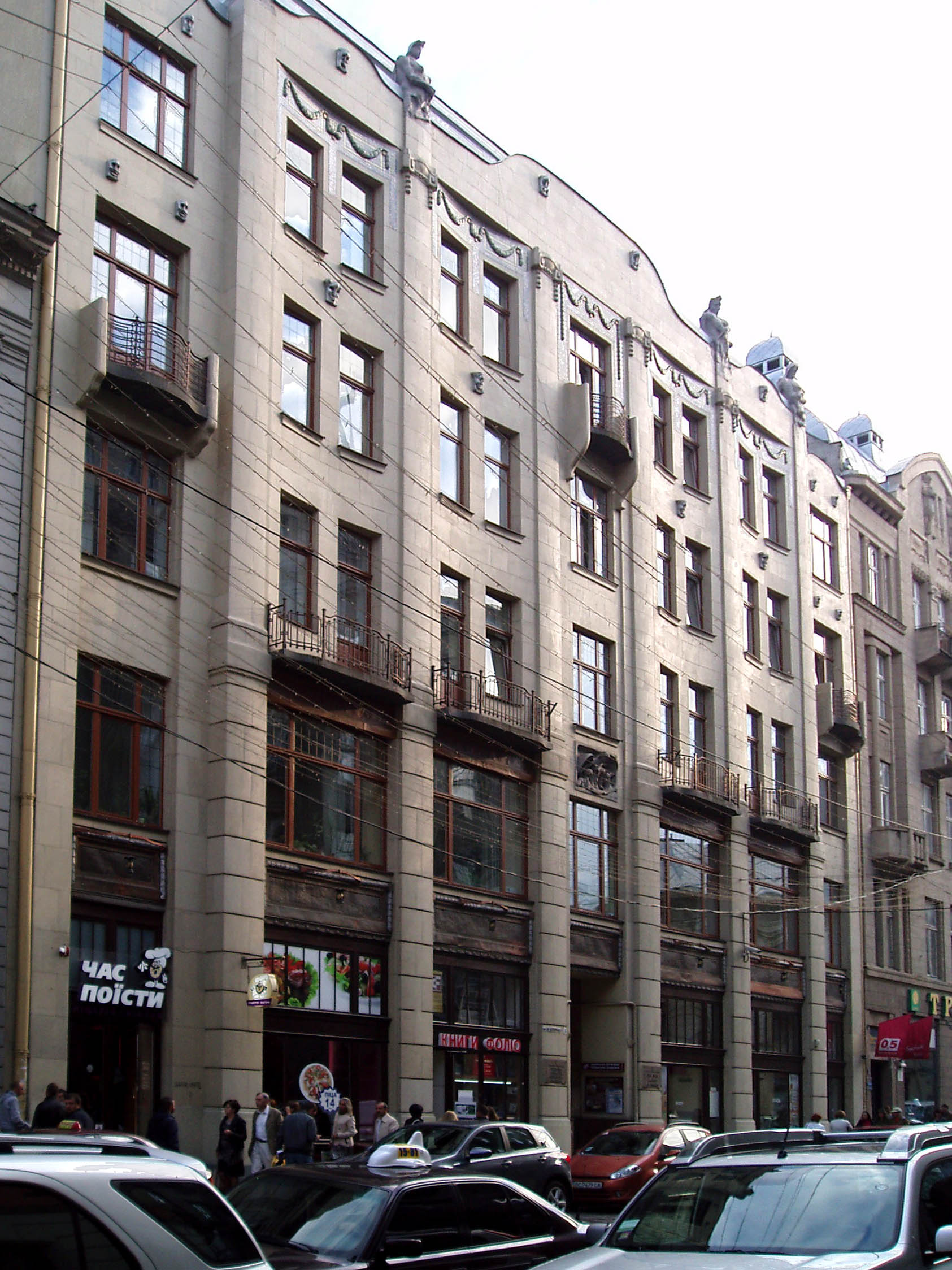
Страхова компанія Трієсту
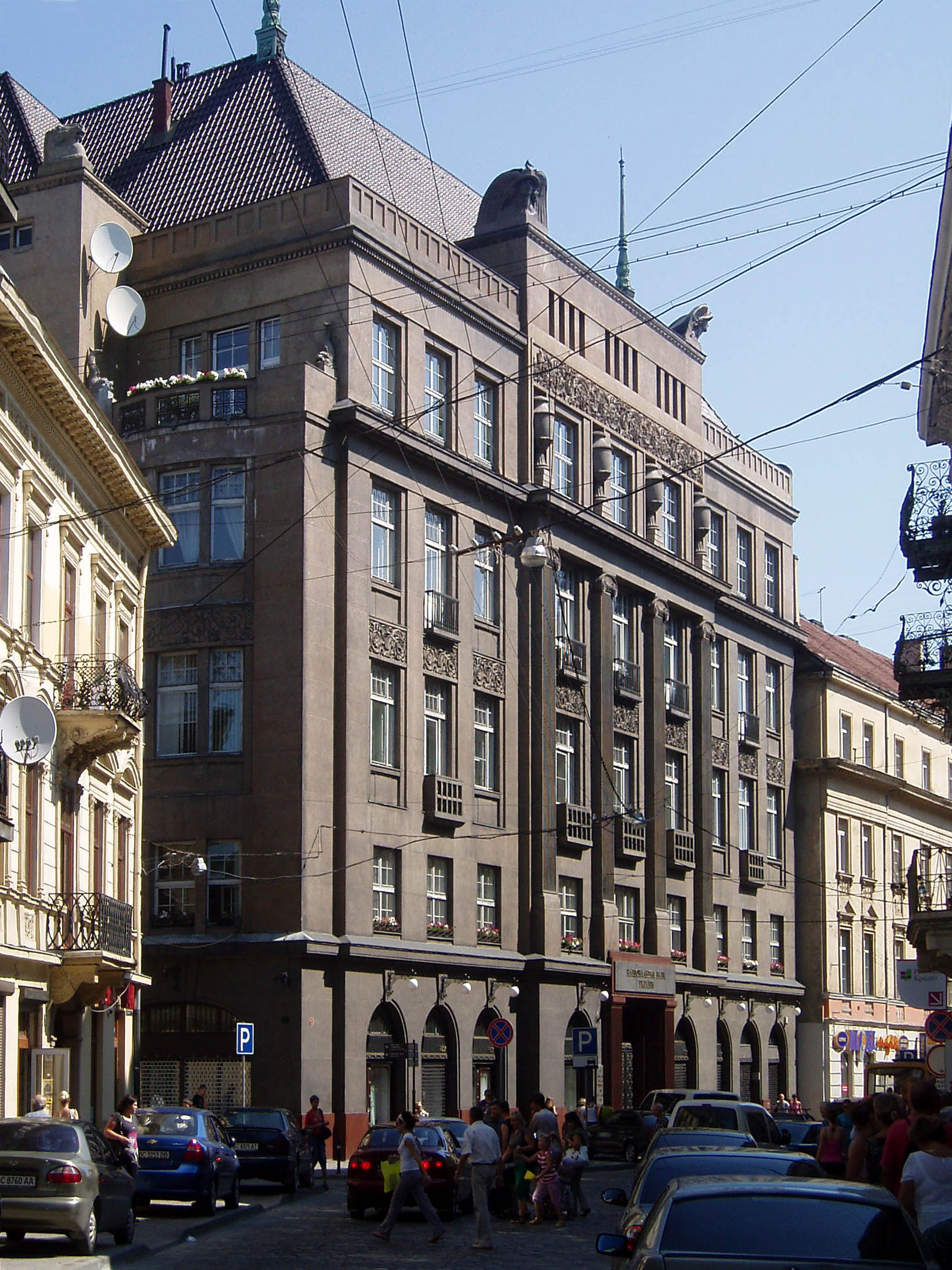
Кредитне товариство землевласників
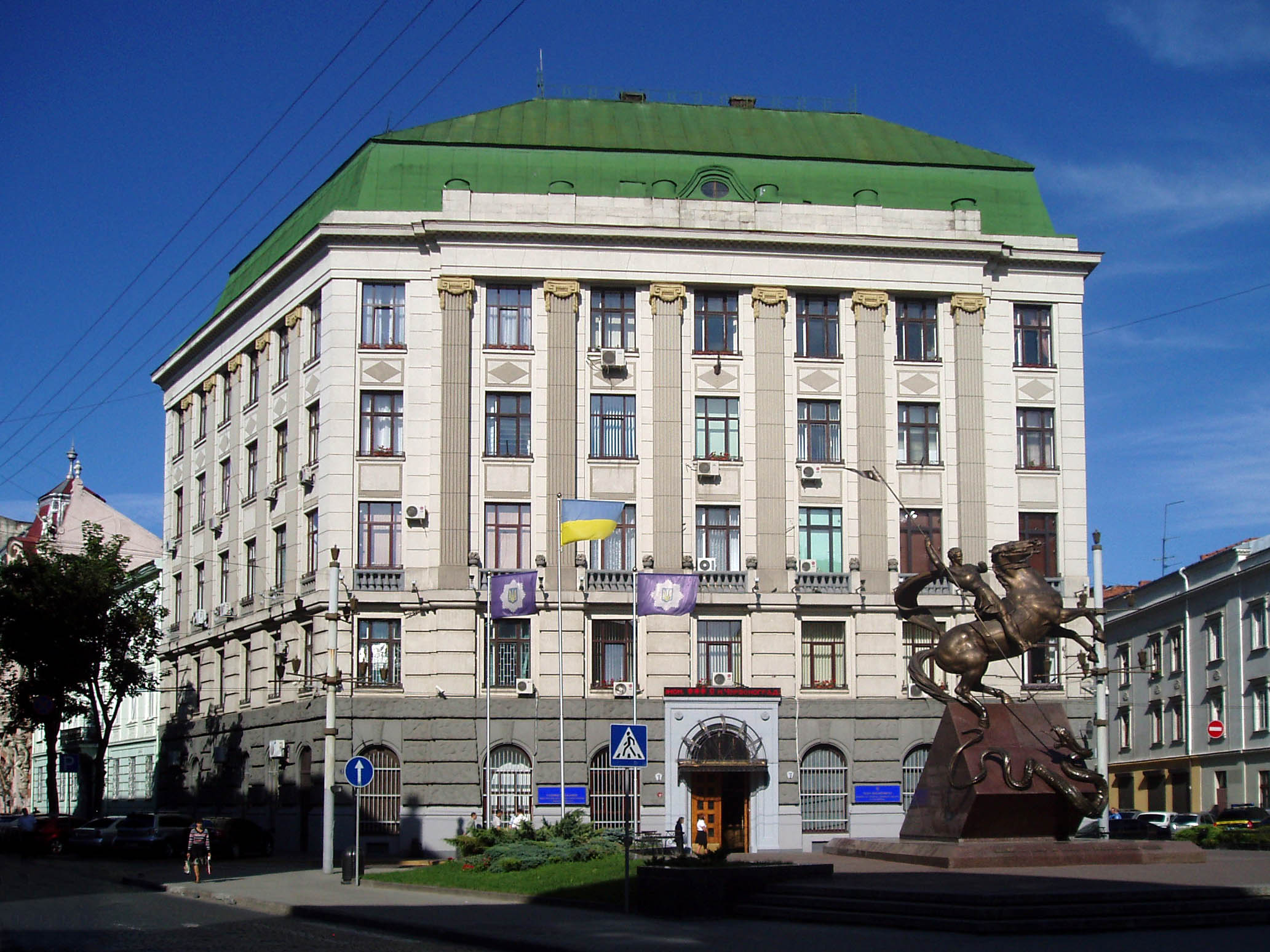
Акційний кооперативний банк
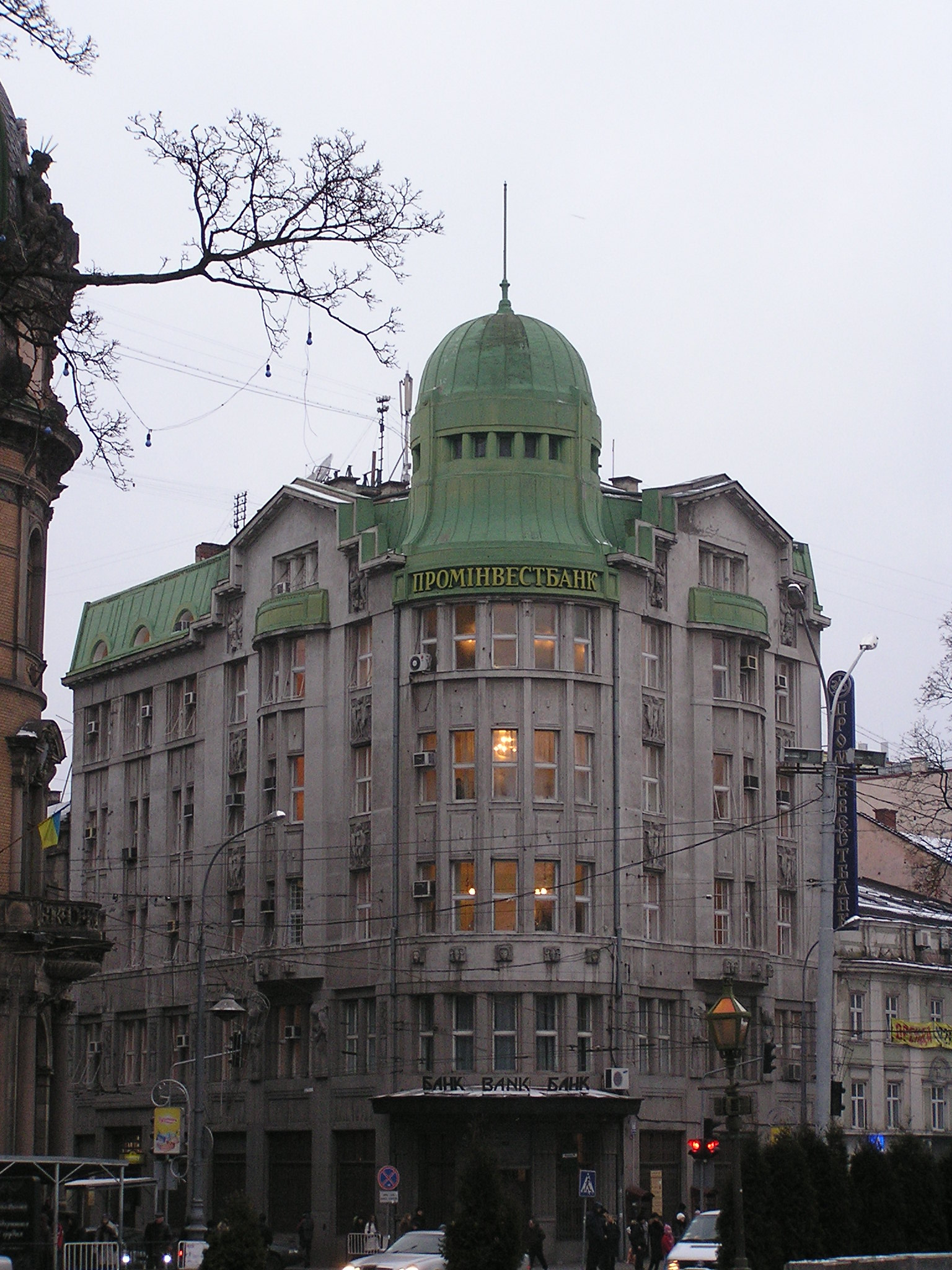
Празький кредитний банк
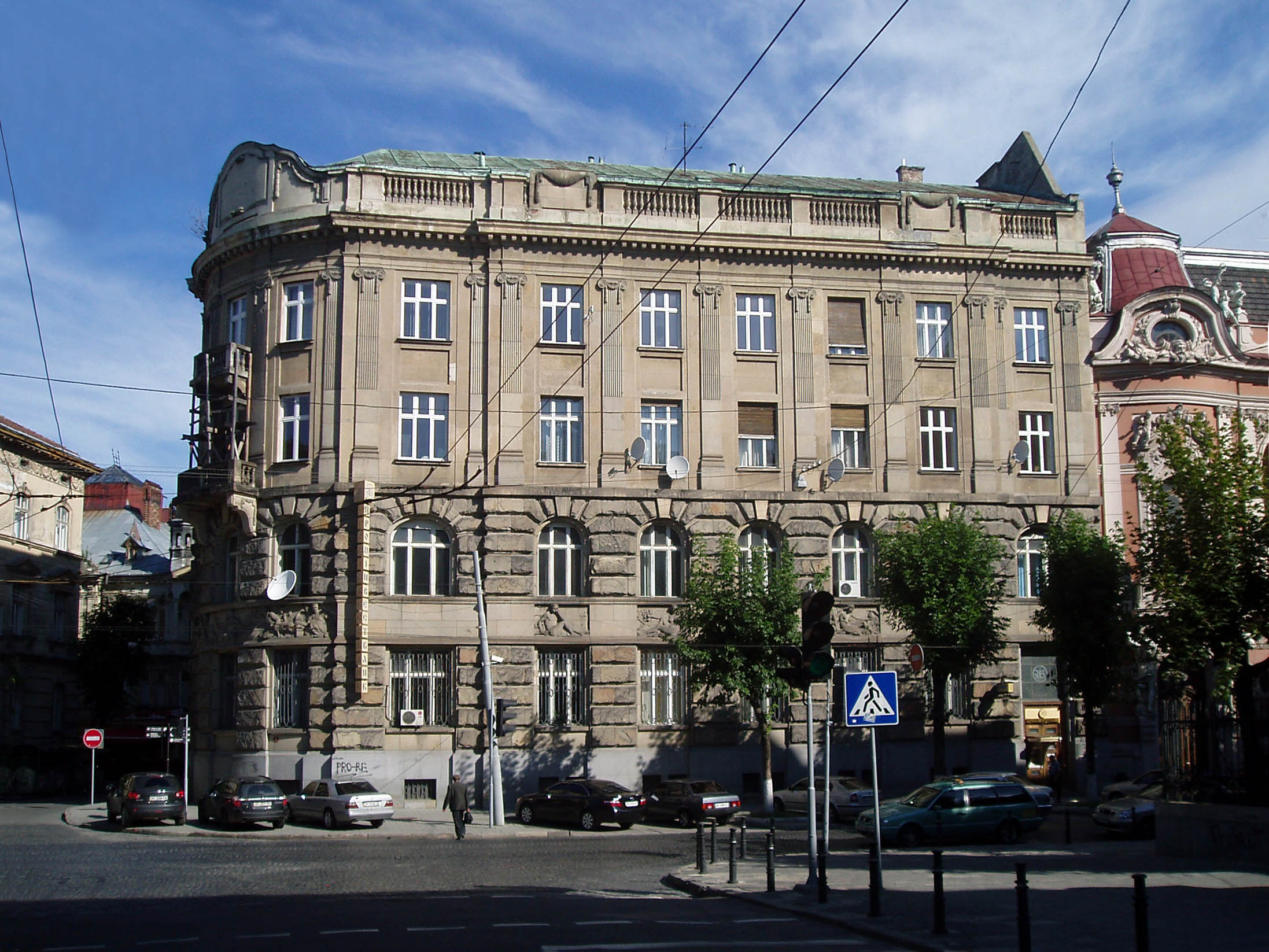
Австро-Угорський банк
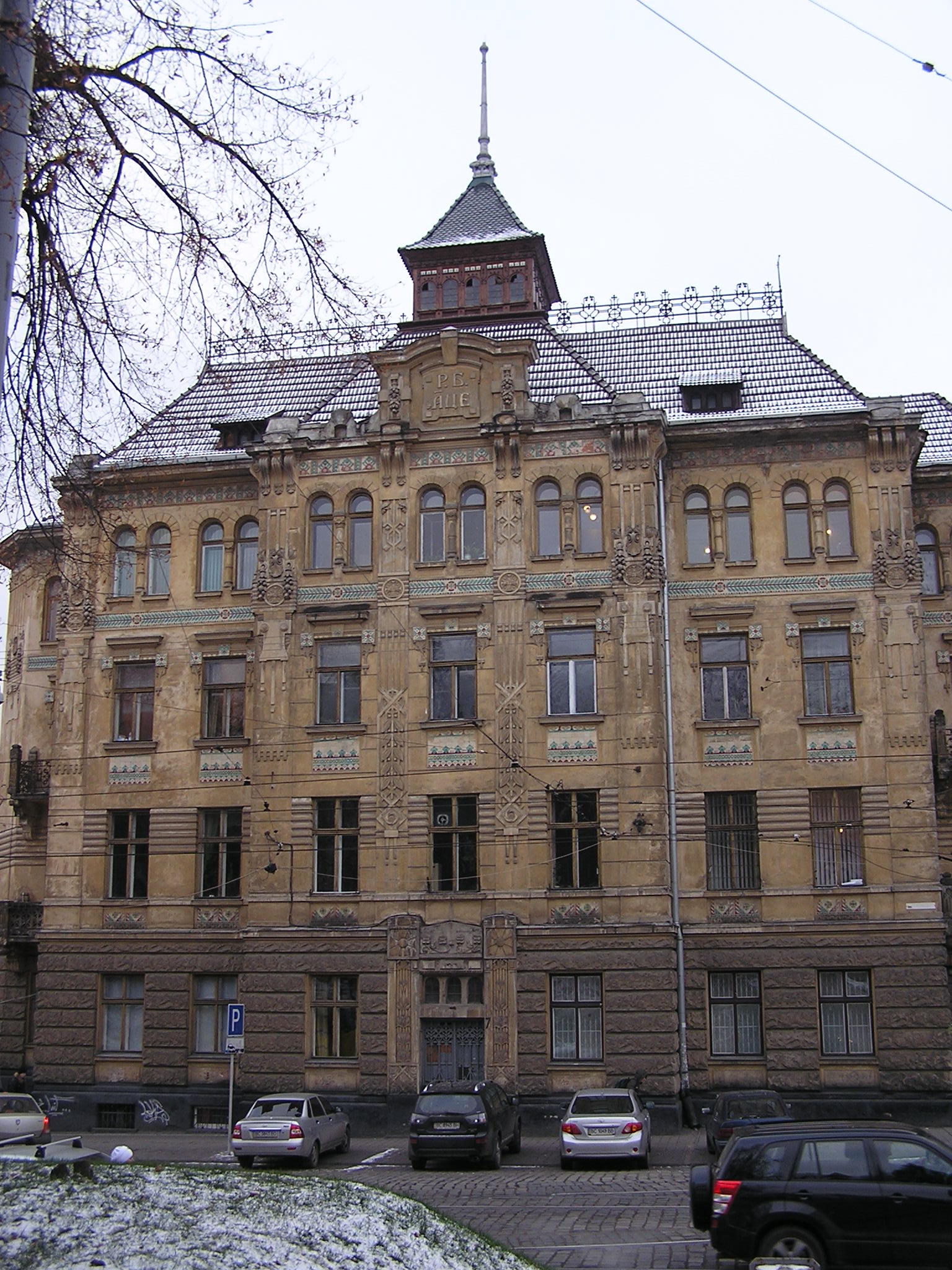
Кредитне товариство «Дністер»

### Навчальні заклади
Серед декількох будівель міських шкіл, гімназій цього періоду виділяються Гімназія і бурса Українського педагогічного товариства (вул. Чупринки 103), Науково-виховний заклад для дівчат Софії Стшалковської (вул. Зелена, 22), Державна Промислова школа (вул Снопківська, 47), Технологічного інституту (вул. Нижанківського, 5), Музичного інституту імені М. Лисенка (пл. Шашкевича, 6), Жіноча учительської семінарії імені Собінського (вул. Котляревського, 67), Бурса Народного дому (вул. Лисенка 14),
- Гімназія і бурса Українського педагогічного товариства (1906/08) спроєктували Тадей Обмінський, Олександр Лушпинський, Лев Левинський у стилі українського модерну з гуцульськими мотивами.
- Науково-виховний заклад для дівчат Софії Стшалковської (1911/13) була збудована за проєктом Альфреда Захаревича з паровим опаленням, системою вентиляції, скляним дахом актового залу, астрономічною обсерваторією, декором у закопанському стилі.
- Державну промислову школу (1906/09) спроєктував Владислав Садловський з декором Петра Війтовича.
- Технологічний інститут (1907/09) збудували за проєктом Тадея Обмінського і бюро Івана Левинського з майоліковими вставками по фасаду. Сполучався з Торгово-промисловою палатою (див. вище).
- Музичний інститут імені М. Лисенка (1913) проєкт розробило бюро Івана Левинського у стилі геометричного модерну з розписами інтер'єрів Модестом Сосенком, ліпним декором.
- Вчительські польські і українські семінарії (1911) проєкт будівлі розробило бюро Івана Левинського у стилі пізнього модерну з скульптурним декором фризу.
- Бурса Народного дому (1906/07) спроєктована бюро Івана Левинського за проєктом Олександра Лушпинського у стилі гуцульської сецесії з керамічним фризом.

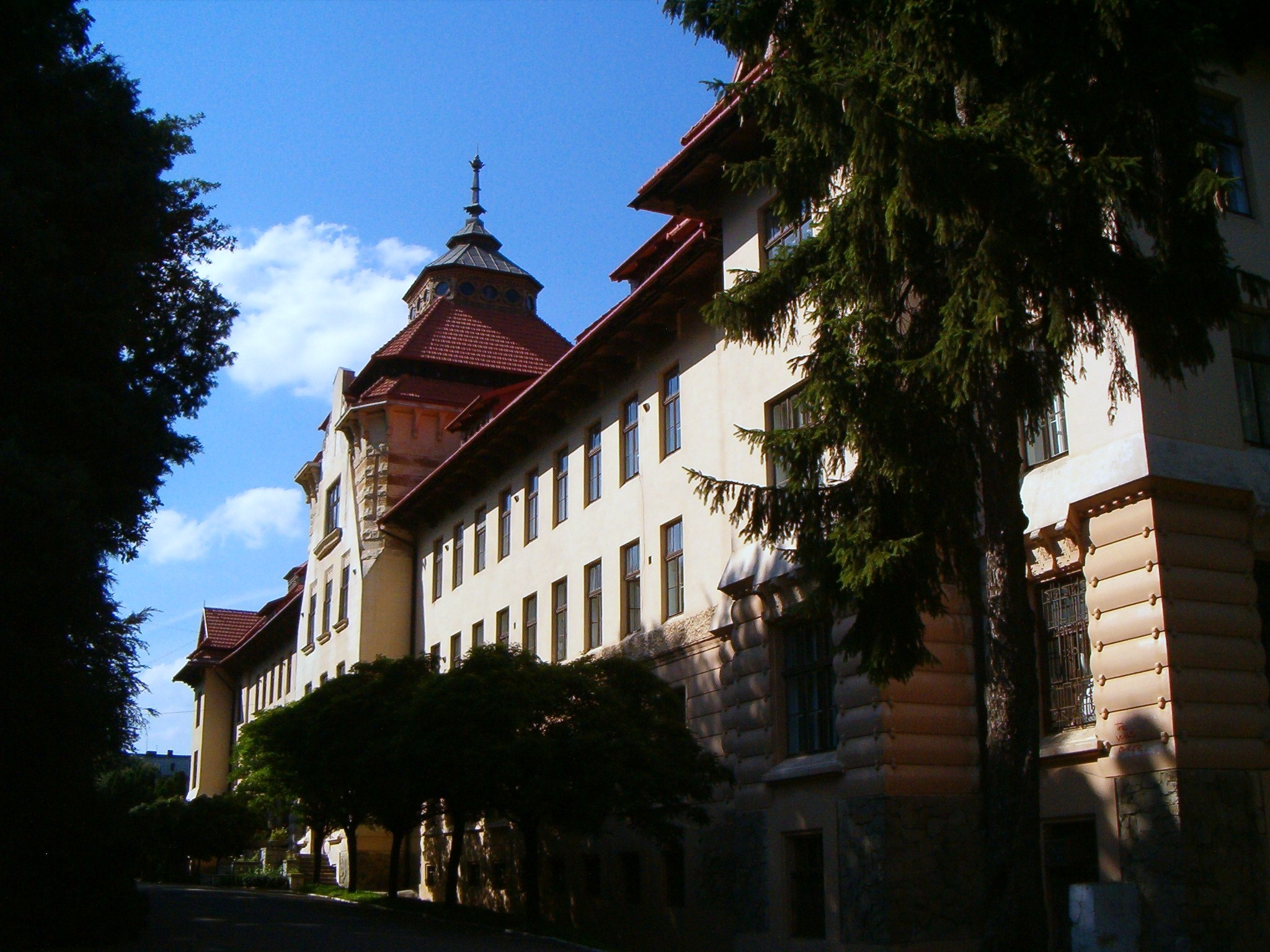
Гімназія і бурса Українського педагогічного товариства
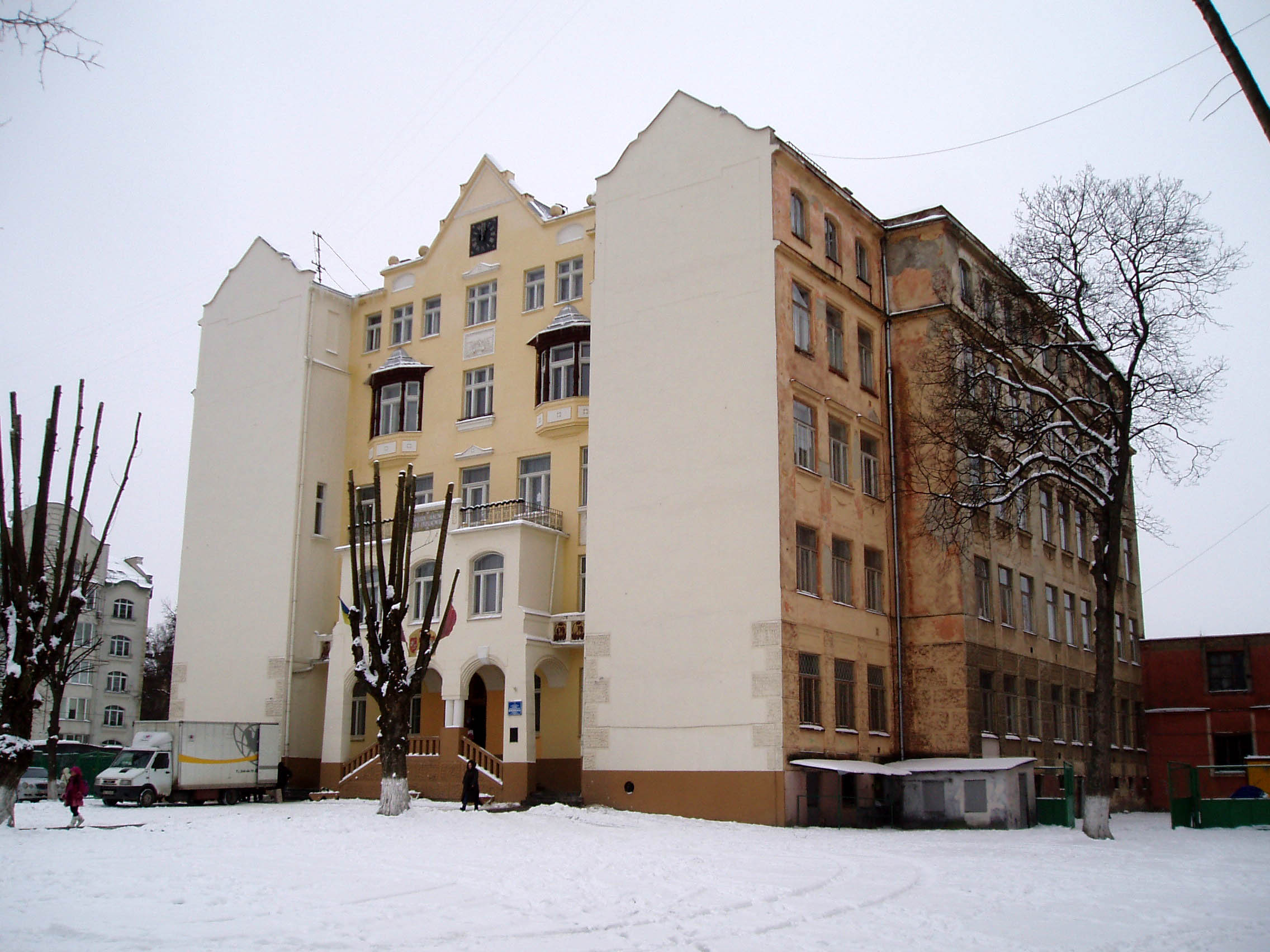
Науково-виховний заклад для дівчат Софії Стшалковської
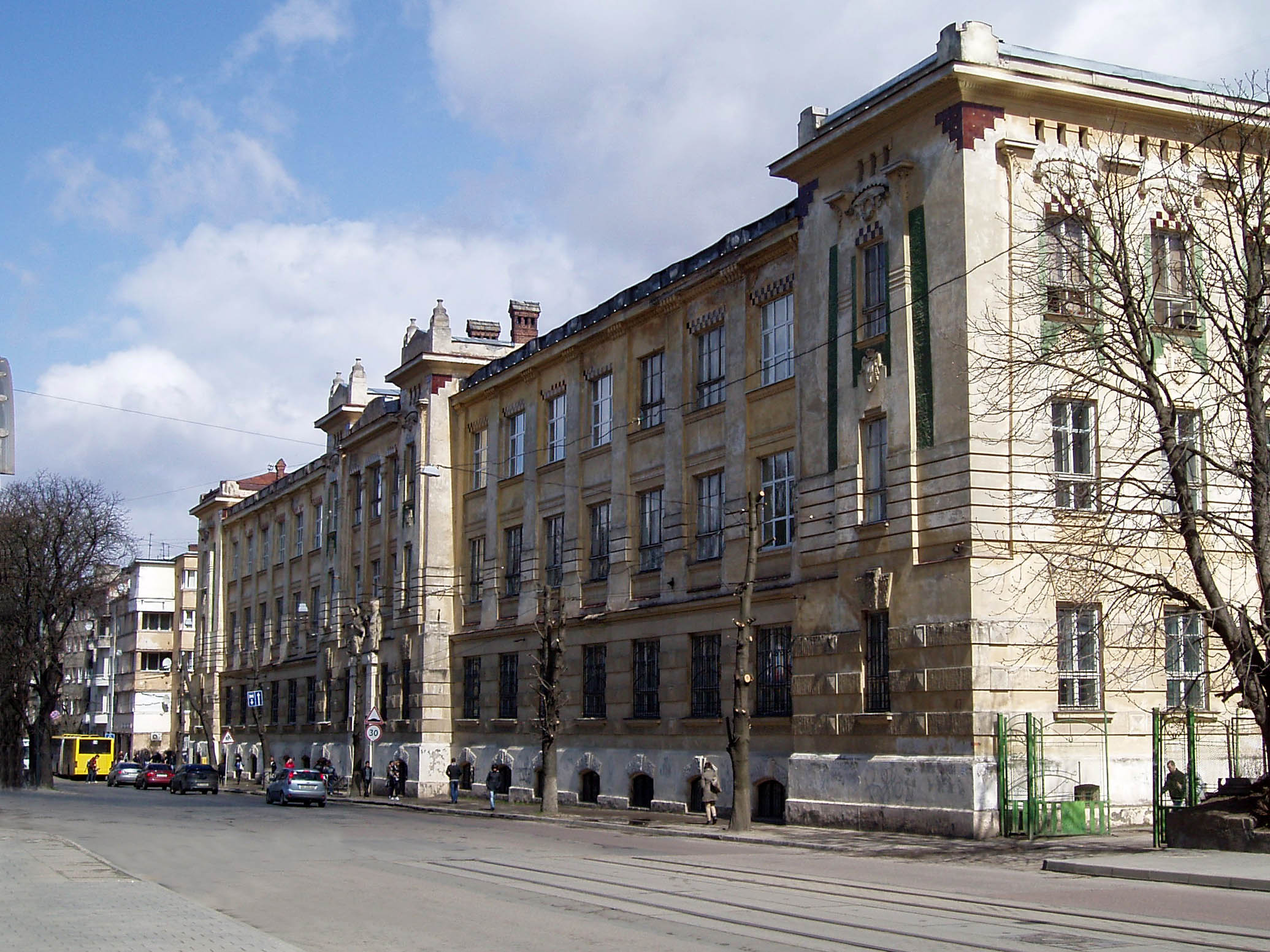
Державна промислова школа
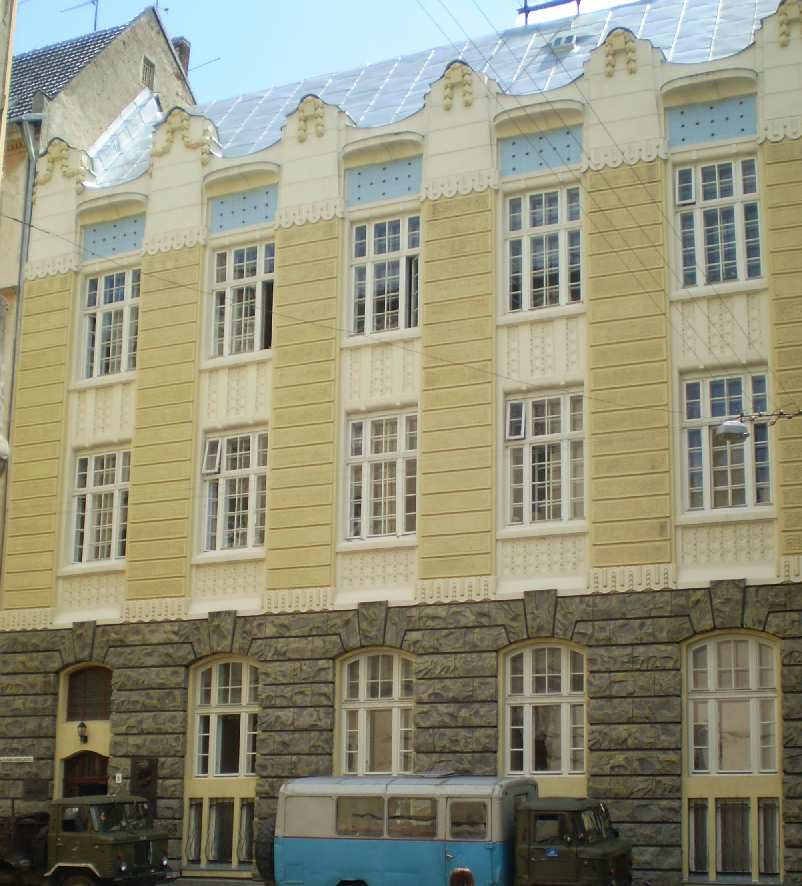
Технологічний інститут
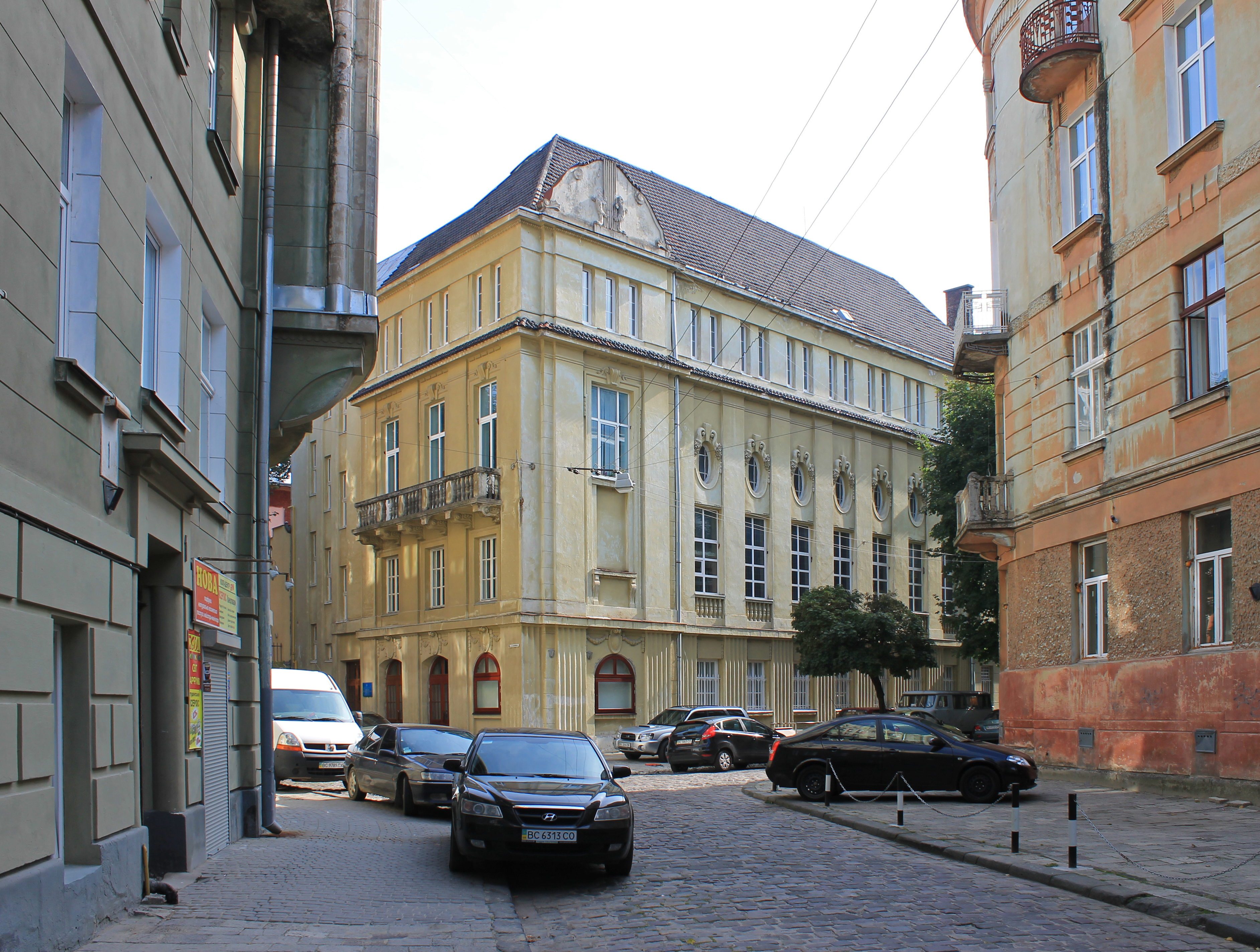
Музичний інститут імені М. Лисенка
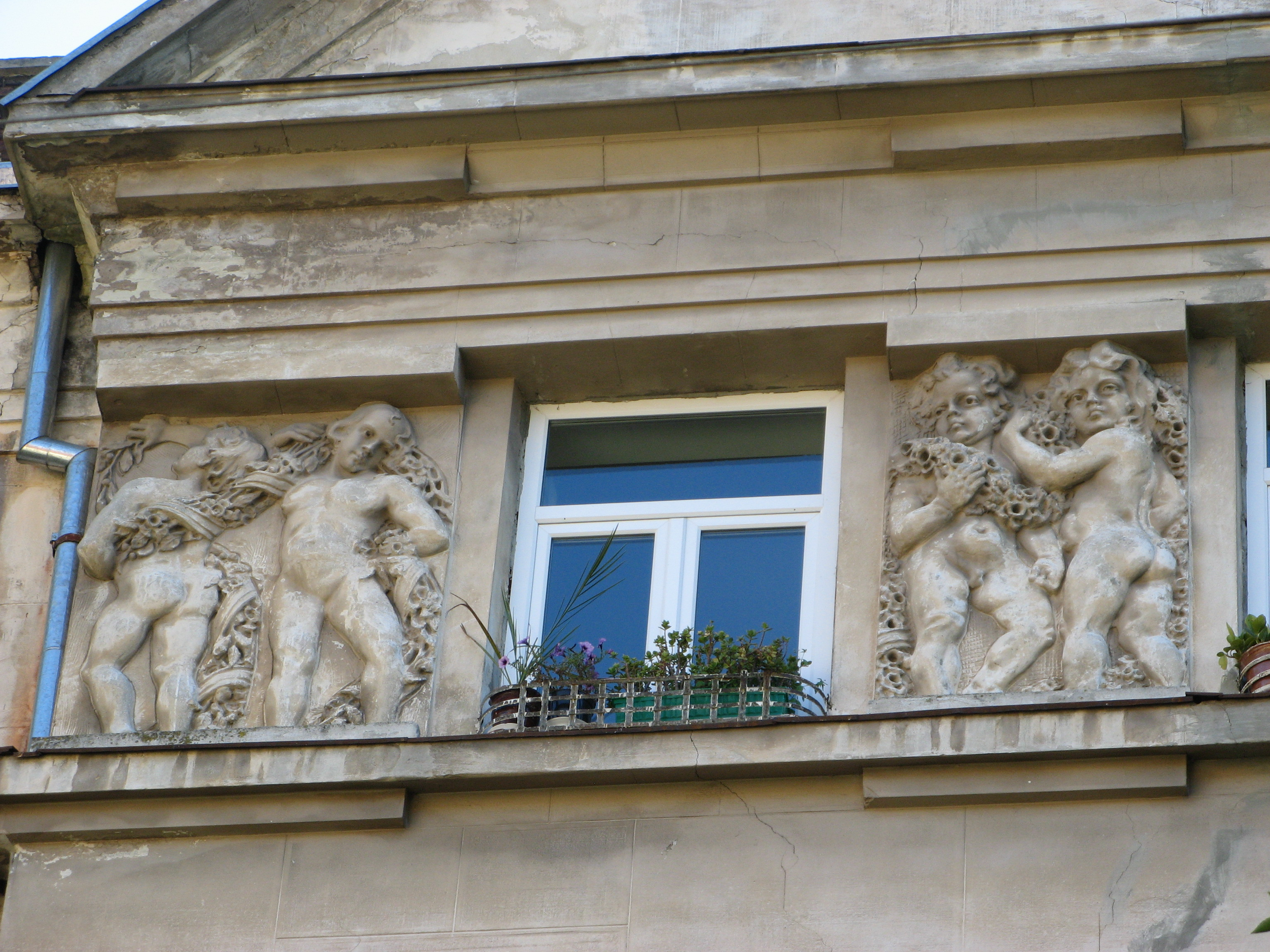
Вчительські польські і українські семінарії
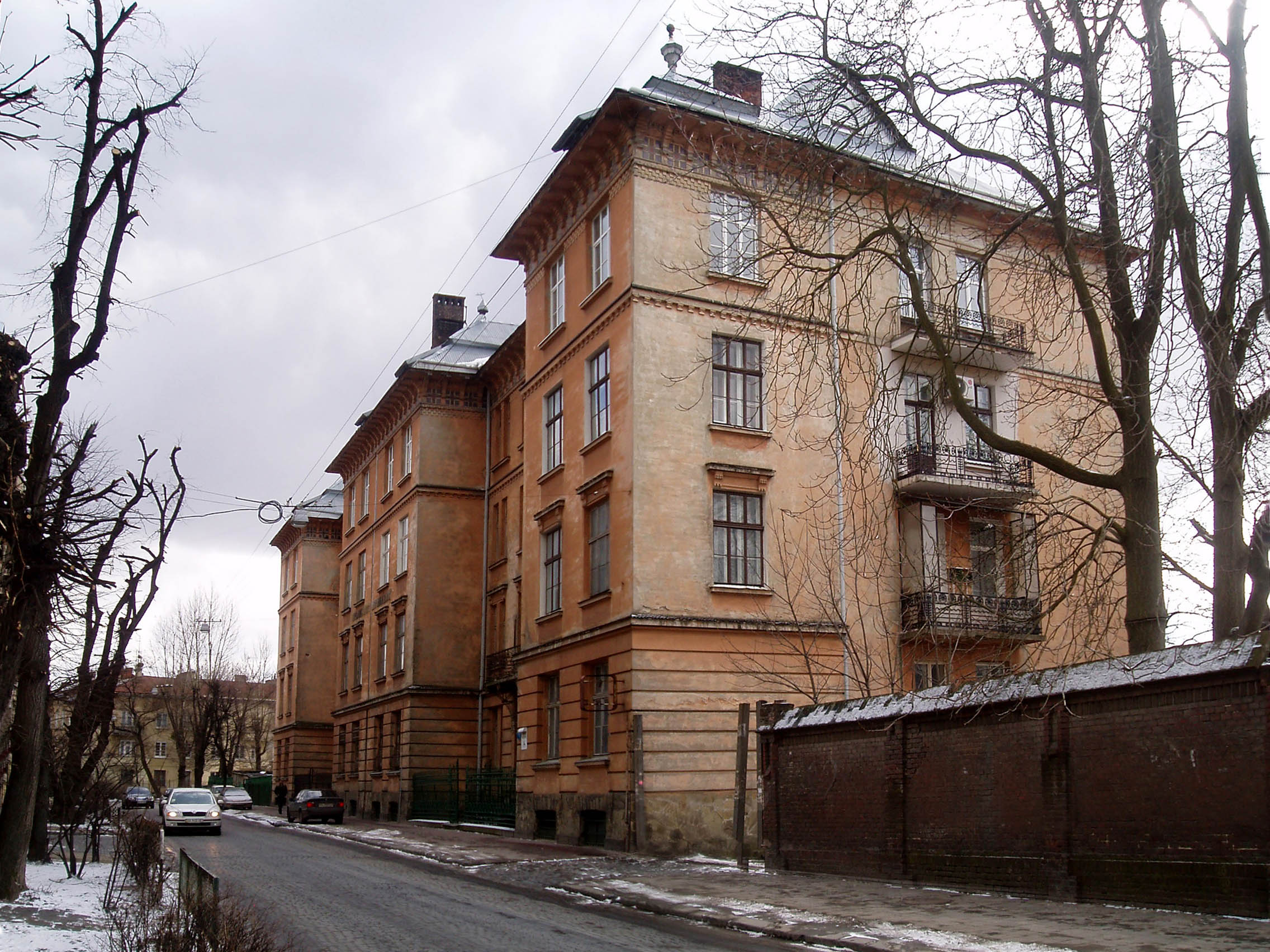
Бурса Народного дому

### Видовищно-розважальні, спортивні заклади
У цей період було збудовано декілька будівель видовищно-розважальних закладів різного спрямування (театр, кабаре, ярмарок, спортивна зала) та було перебудовано значну кількість приміщень кав'ярень. До найвідоміших належали театр-вар'єте «Казино де Парі» (вул. Леся Курбаса, 3), Католицький дім (вул. Городоцька, 36), театр «Colosseum» (вул. Куліша, 23), Музичного товариства Галичини (вул. Чайковського, 7), Польського політехнічного товариства (вул. Дудаєва, 9), Педагогічного товариства (вул. Дудаєва, 17), ковзанка для роликів «Skating-ring» (вул. Зелена, 59), зал товариства «Сокіл» (вул. Ковжуна, 11), Луна-парк (1912, Піскова гора).
- театр-вар'єте «Казино де Парі» (1909) звели за проєктом Зигмунта Федорського.
- Католицький дім (1909) проєкту Ігнатія Кендзерського і Адама Опольського з театральною залою.
- театр «Colosseum» (1898–1907) спорудили за проєктом Міхала Фехтера і Артура Шлеєна на основі металевого каркаса павільйону Яна Матейка з Галицької крайової виставки 1894
- для Музичного товариства Галичини (1905–1907) будівлю з концертним залом спорудили за проєктом Владислава Садловського з ліпним декором Петра Гарасимовича, живописним фризом (втрачено).
- Дім Політехнічного товариства (1906) з залом засідань збудували за проєктом Вінцента Равського (молодшого), що виграв конкурс, з модерністичними ренесансно-маньєристичними елементами, ліпним декором Едмунда Плішевського.
- дім Педагогічного товариства (1911) спроєктували Владислав Дердацький і Вітольд Мінкевич з залом засідань, вистав, а пластичний декор виконав Зигмунт Курчинський
- «Skating-ring» (1909–1910) звели за проєктом Юліана Пінкерфельда[pl] та Генрика Заремби з прозорим скляним дахом на металевих конструкціях, ліпним декором Зигмунта Курчинського, живописним декором Леонарда Вінтеровського, вітражами Вітольда Жегоцінського (Witold Rzegociński[pl]).
- зал товариства «Сокіл» (1907) спроєктував Альфред Каменобродський модернізованим ренесансним атиком

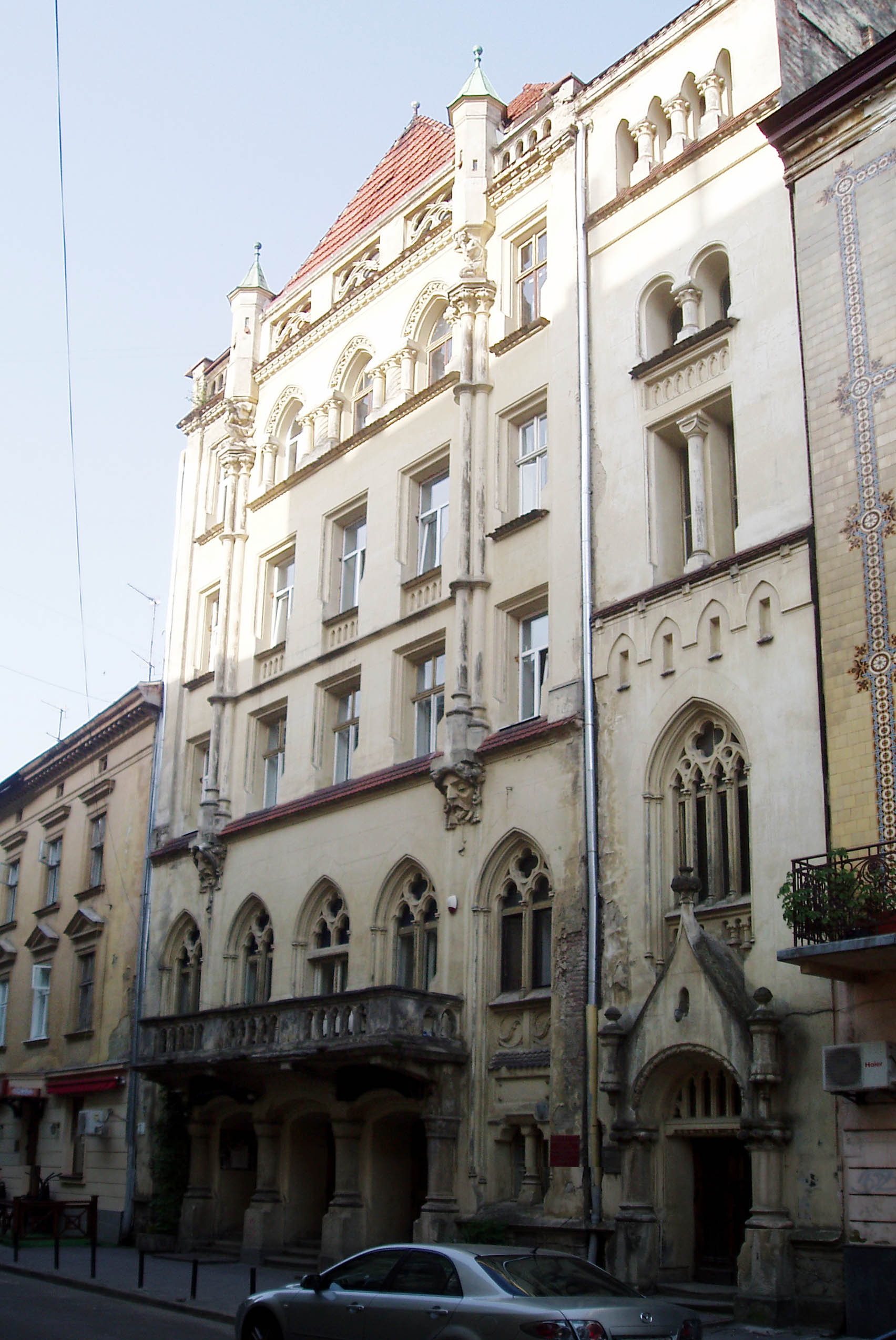
Театр-вар'єте «Казино де Парі»
Католицький дім
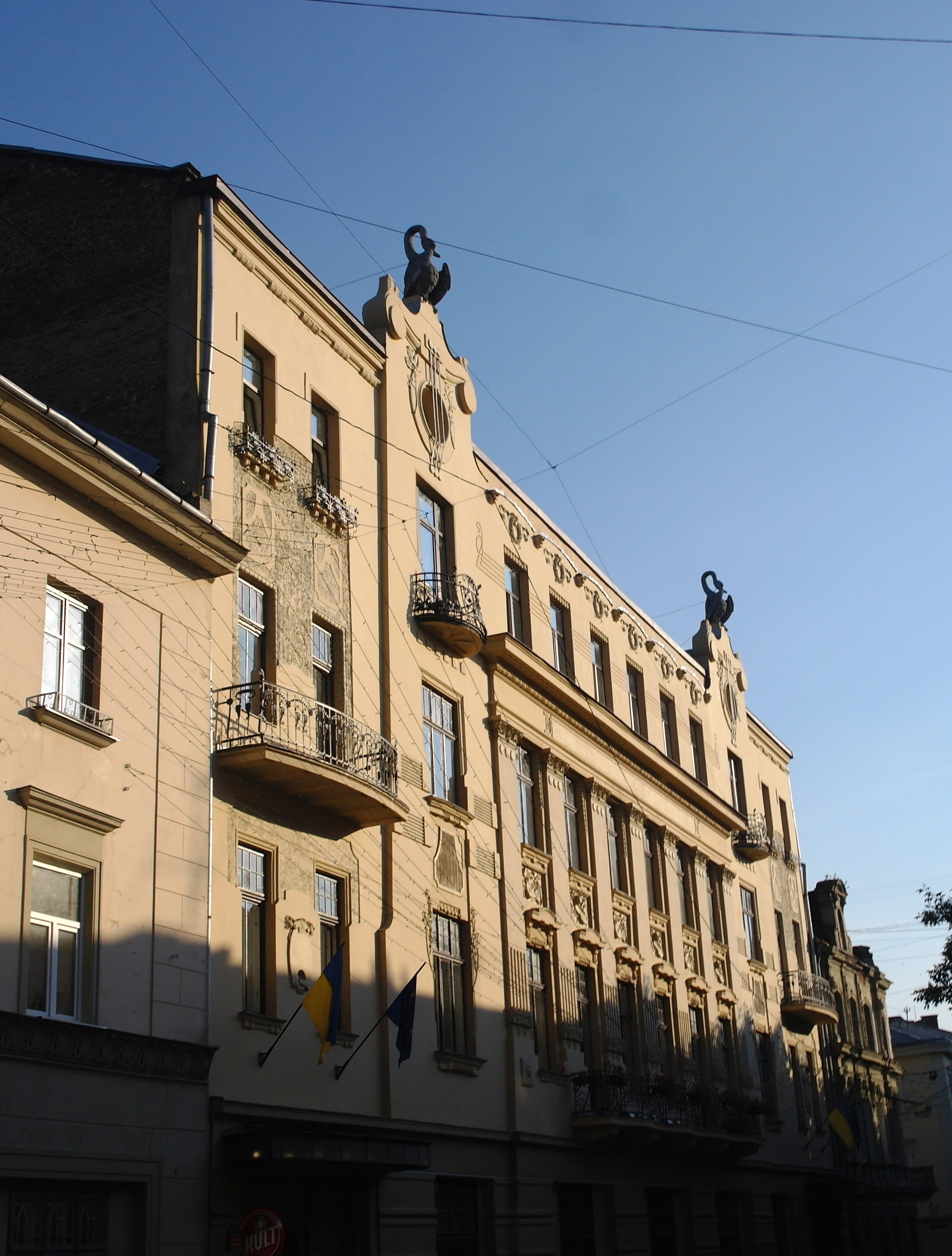
Музичне товариство Галичини
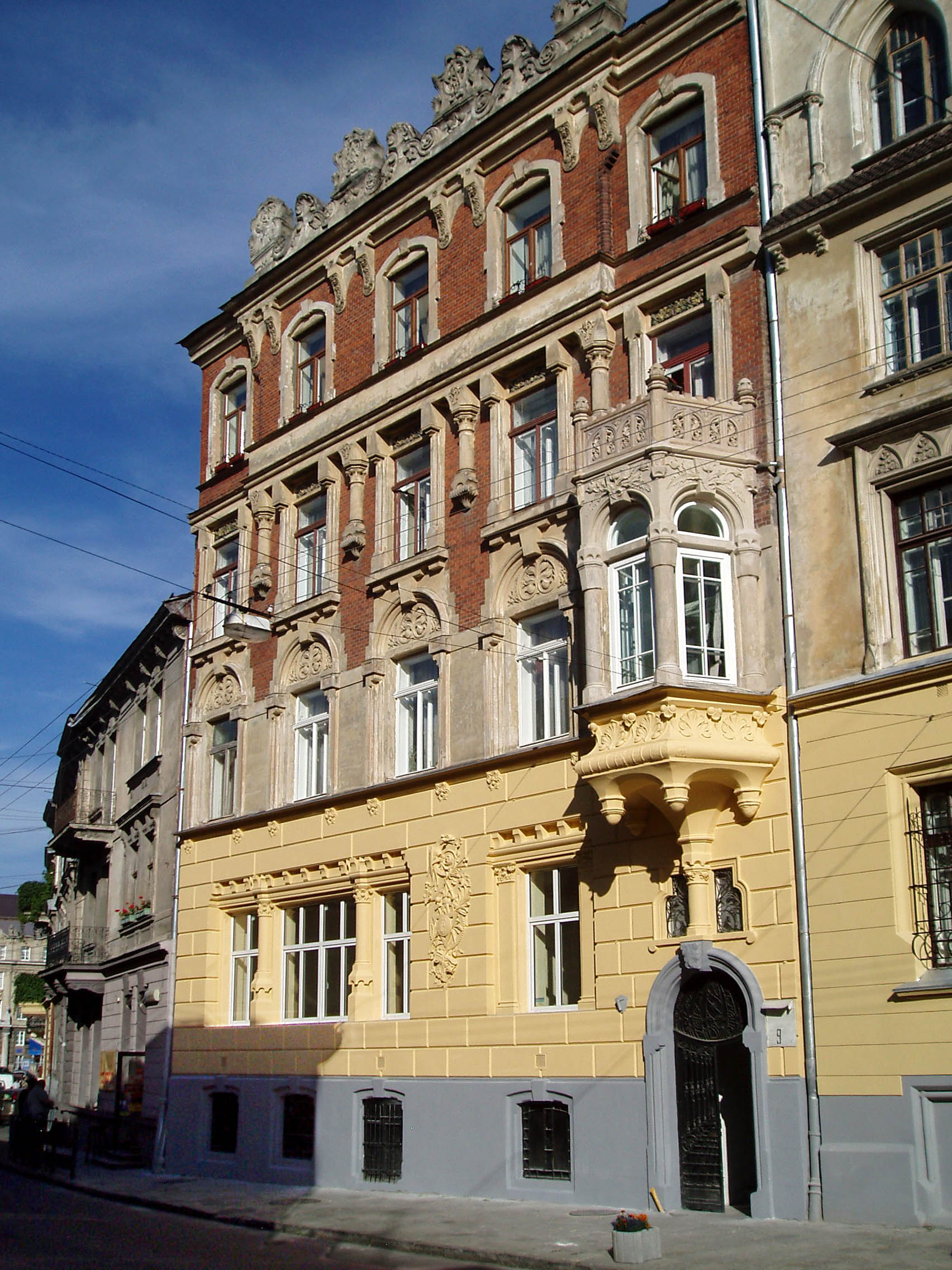
Політехнічне товариство
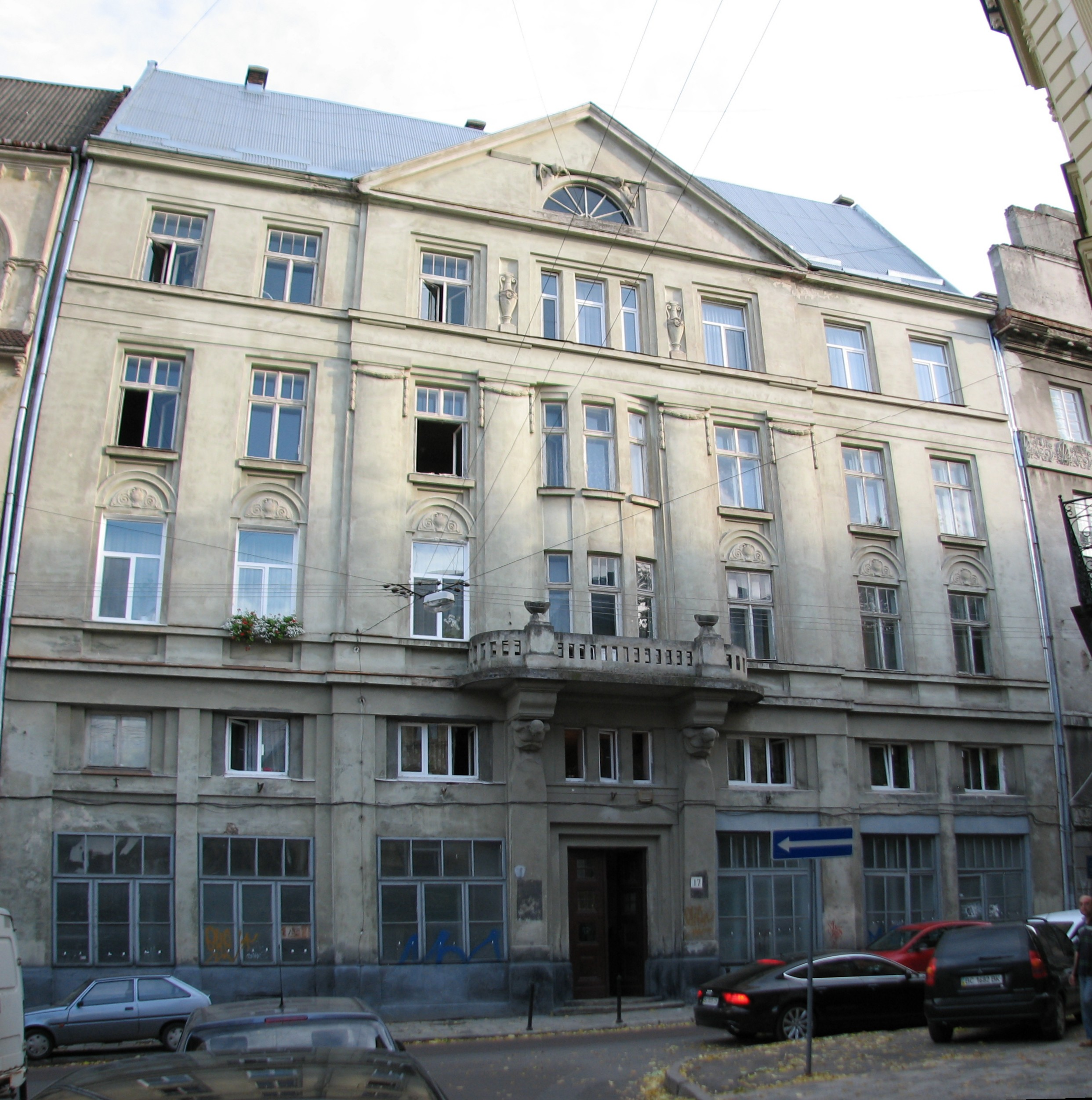
Педагогічне товариство

### Заклади торгівлі
У 2-й половині XIX столітті у світі почали розвиватись мережі універсальних магазинів з рядами крамниць, цукерень, де жінки могли провести час за переглядом, купівлею усіх необхідних в побуті речей, одягу. Серед перших звели пасаж Міколяша (вул. Коперника 1 — Вулиця Вороного), пасаж Феллерів (вул. Наливайка — пр. Свободи, 35), універмаг «Труст» (пл. Ринок, 32), універмаг «Магнус» (вул. Городоцька, 10 — Шпитальна, 1), Торгова біржа (вул. Городоцька, 2), Торговий дім Францішека Голомба (вул. Городоцька, 17).
- пасаж Міколяша (1899—1900) збудувала фірма Івана Левинського за проєктом Івана Левинського та Альфреда Захаревича із заскленим склепінням на металевих конструкціях.
- пасаж Феллерів (1908—1909) перебудований за проєктом Фердинанда Касслера.
- універмаг «Труст» (1912—1921) збудований фірмою Едмунда Жиховича за проєктом Міхала Лужецького у стилі модерн з елементами історизму.
- універмаг «Магнус» (1912–1913) збудовано за проєктом Романа Фелінського фірмою Міхала Уляма у стилі раціонального модерну і раннього функціоналізму.
- Торгова біржа (1910—1913) зведена фірмою Міхала Уляма за проєктом Юзефа Пйонтковського.
- Торговий дім Францішека Голомба (1913) збудуваний за проєктом бюро Адольфа Піллера з двоярусною модерно-ренесансною лоджією.

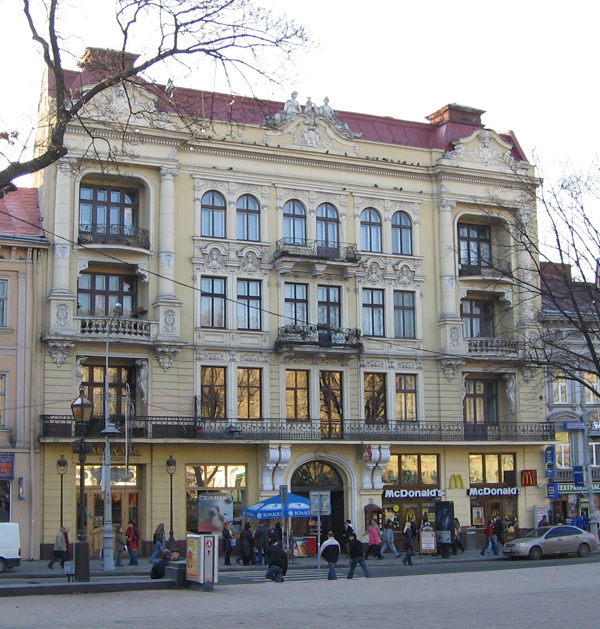
Пасаж Феллерів
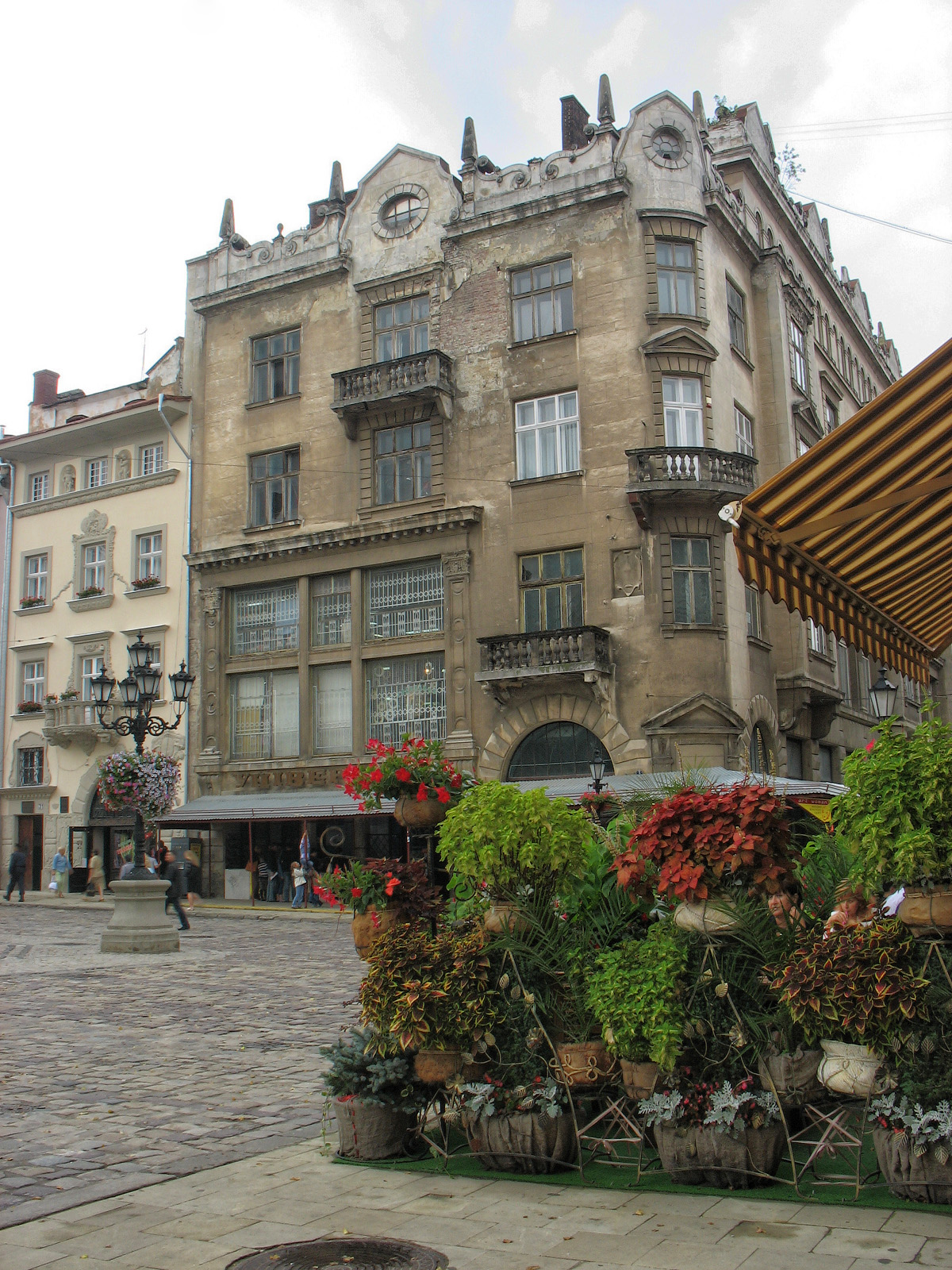
Універмаг «Труст»
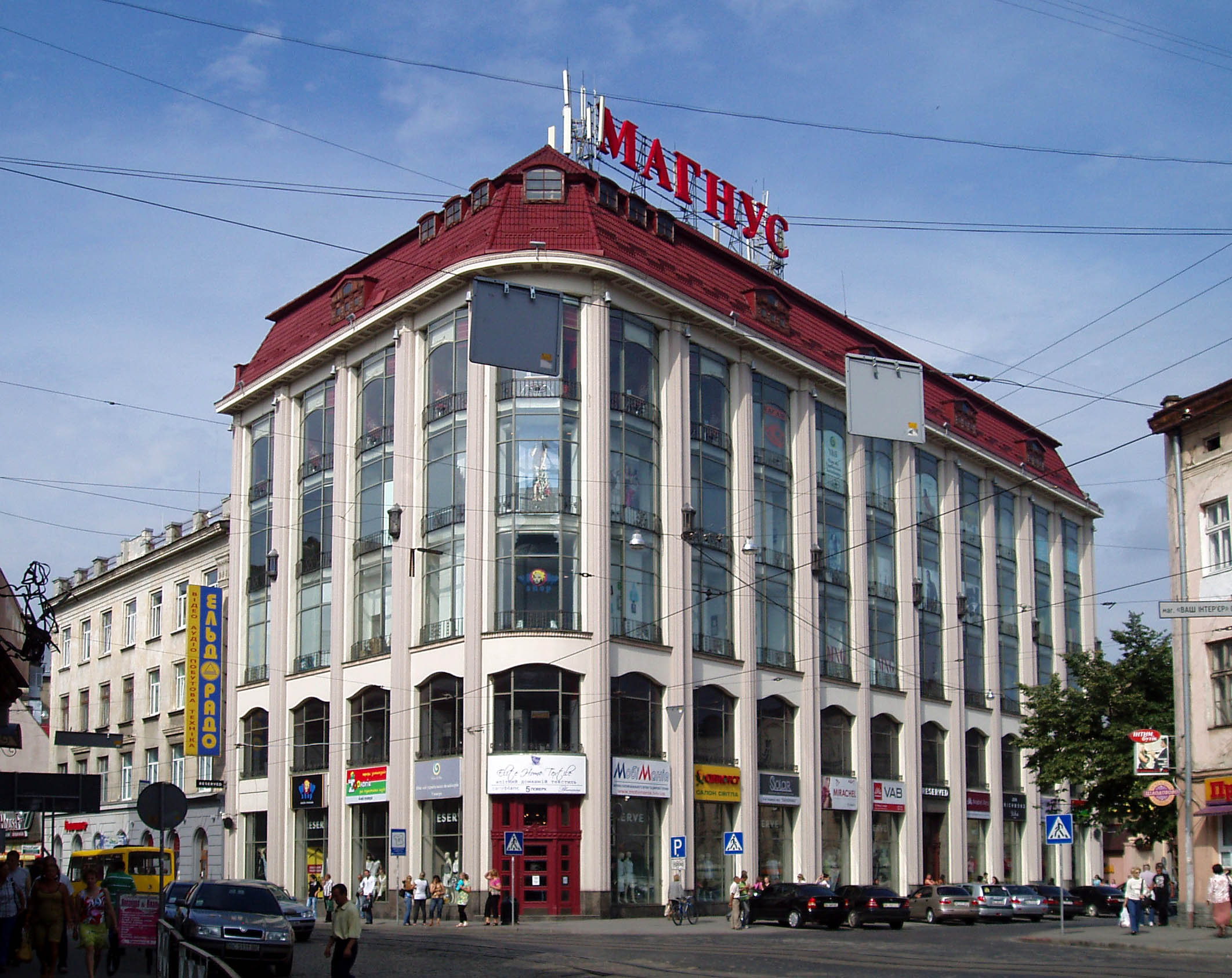
Універмаг «Магнус»
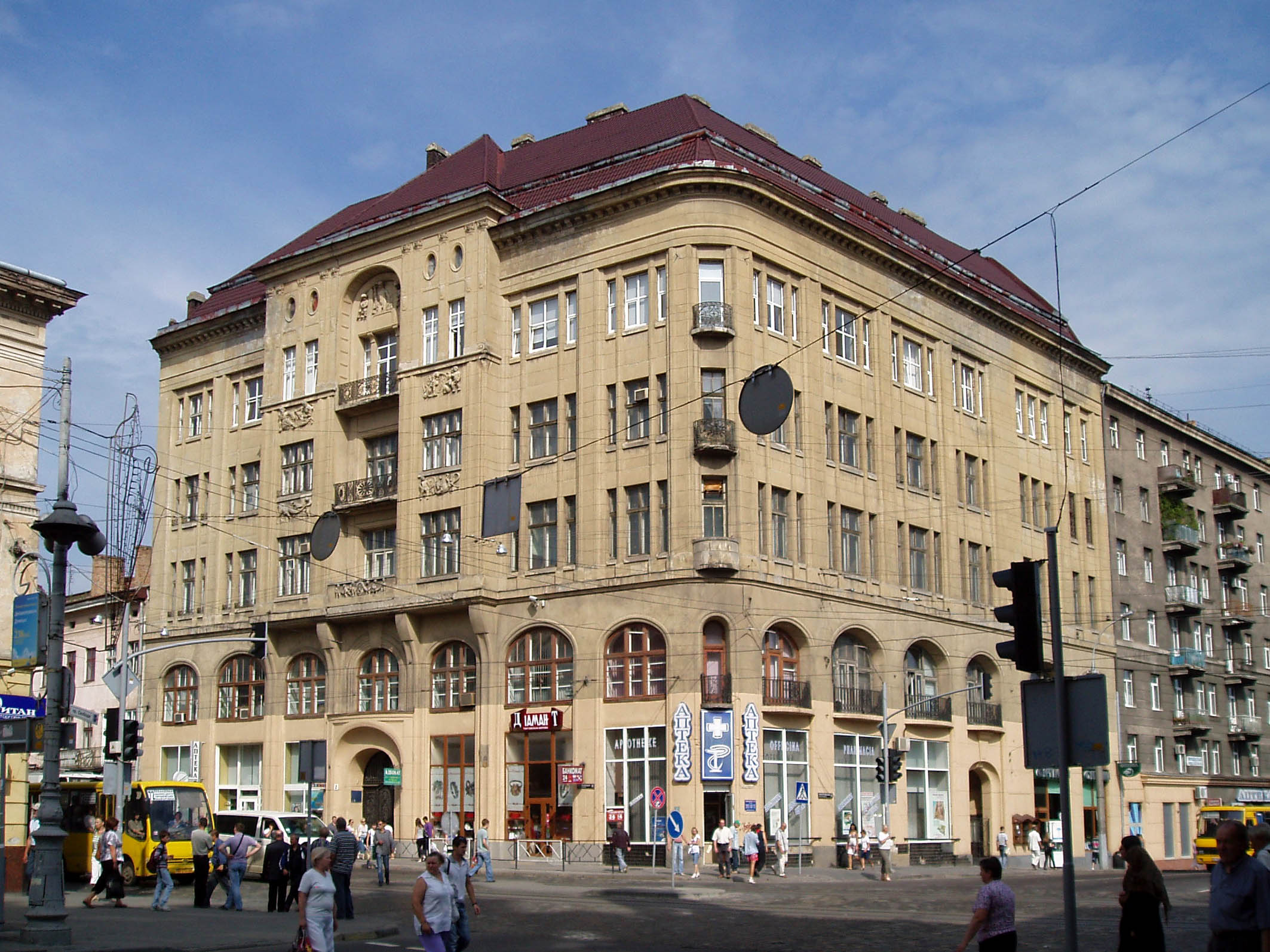
Торгова біржа
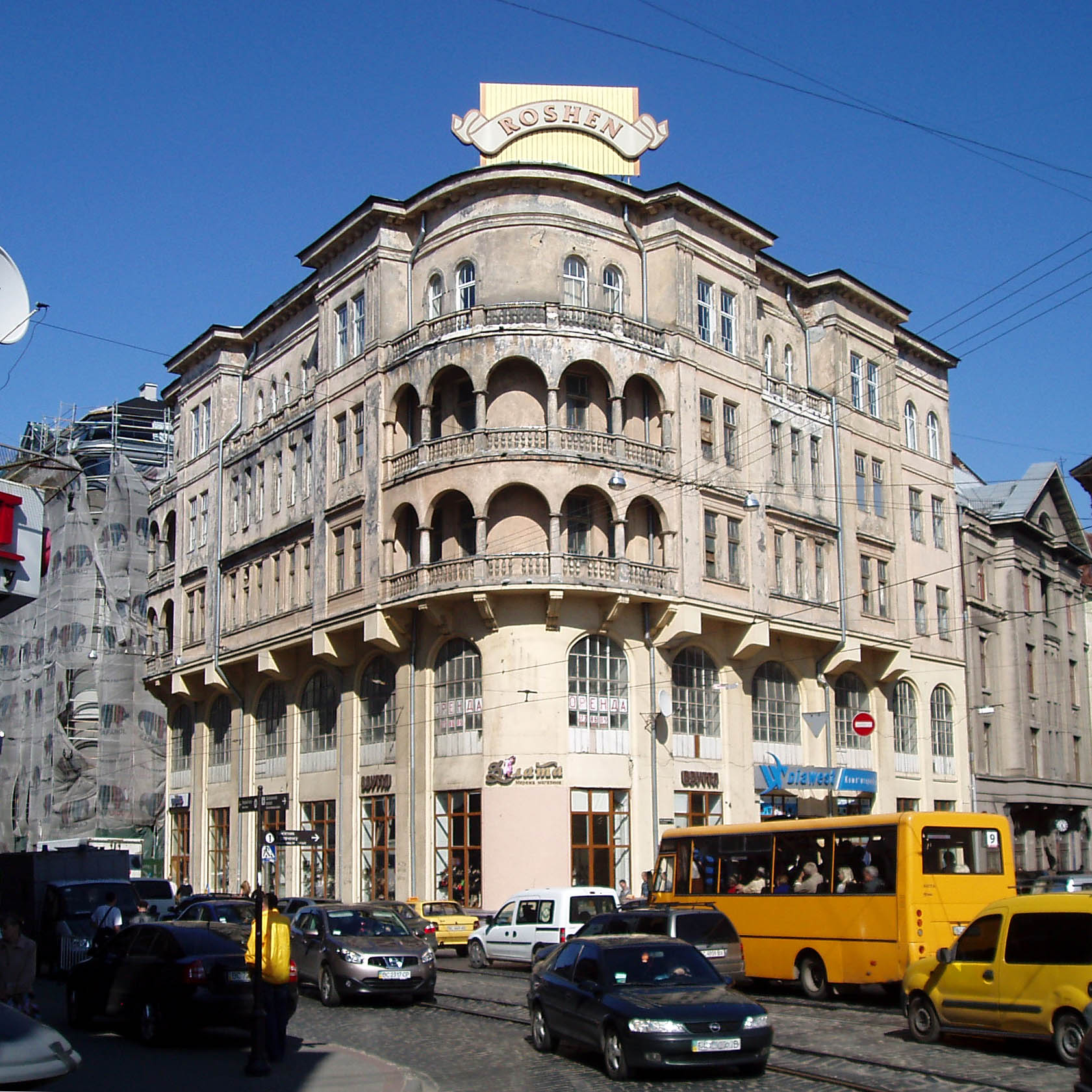
Торговий дім Францішека Голомба

### Готелі
З розвитком залізниць значно зросли обсяги подорожей, що у свою чергу призводило до розвитку модерних готелів замість давніх заїздів. У еклектичній будівлі готелю «Жорж» (1900) оздоблення номерів вже отримали сецесійні мотиви. У стилі модерну збудували готелі «Народна гостиниця» (вуд. Дорошенка — Костюшка), «Сплендід» (вул. Наливайка), «Краківський» (пл. Соборна, 7 — вул. Пекарська), «Асторія» (вул. Городоцька, 15).
- «Народна гостиниця» (1904—1906) збудована фірмою Міхала Уляма за проєктом Тадея Обмінського. У ліпному декорі використано сецесійні гуцульські мотиви.
- «Сплендід» (1912) збудовано за проєктом Юзефа Авіна у стилі геометричного модерну, рельєфами Зигмунта Курчинського.
- «Краківський» (1913—1914) збудовано за конкурсним проектом Міхала Лужецького, дизайном інтер'єрів Мар'яна Ольшевського з великими вітринами першого поверху, декоративним атиком.
- «Асторія» (1912—1914) зведений на замовлення львівського Оперного театру за проєктом, розробленим в бюро Адольфа Піллера, ймовірно архітектором Тадеушем Гартлем у стилі постмодерну та раннього конструктивізму.

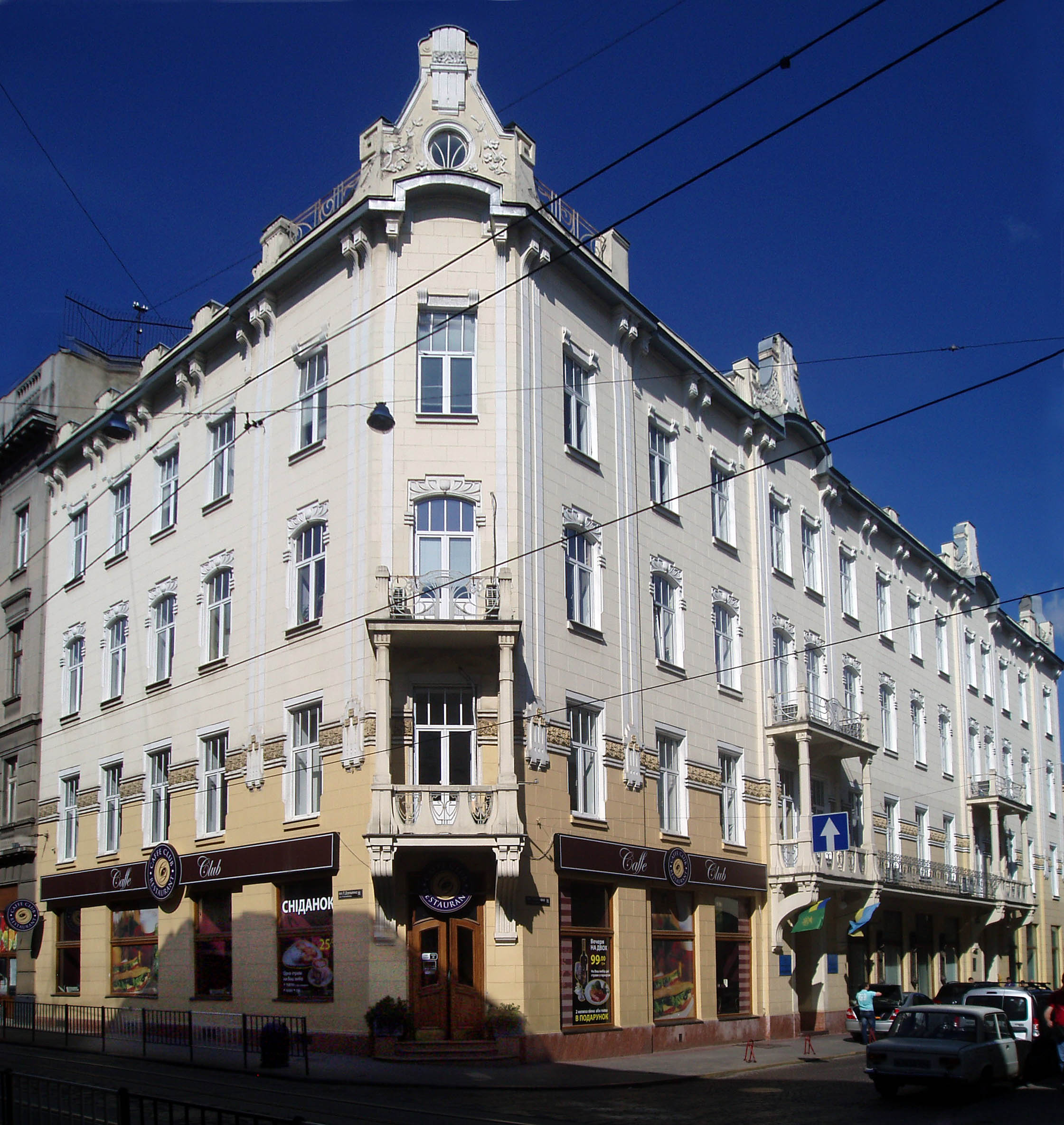
Колишній готель «Народна Гостиниця»
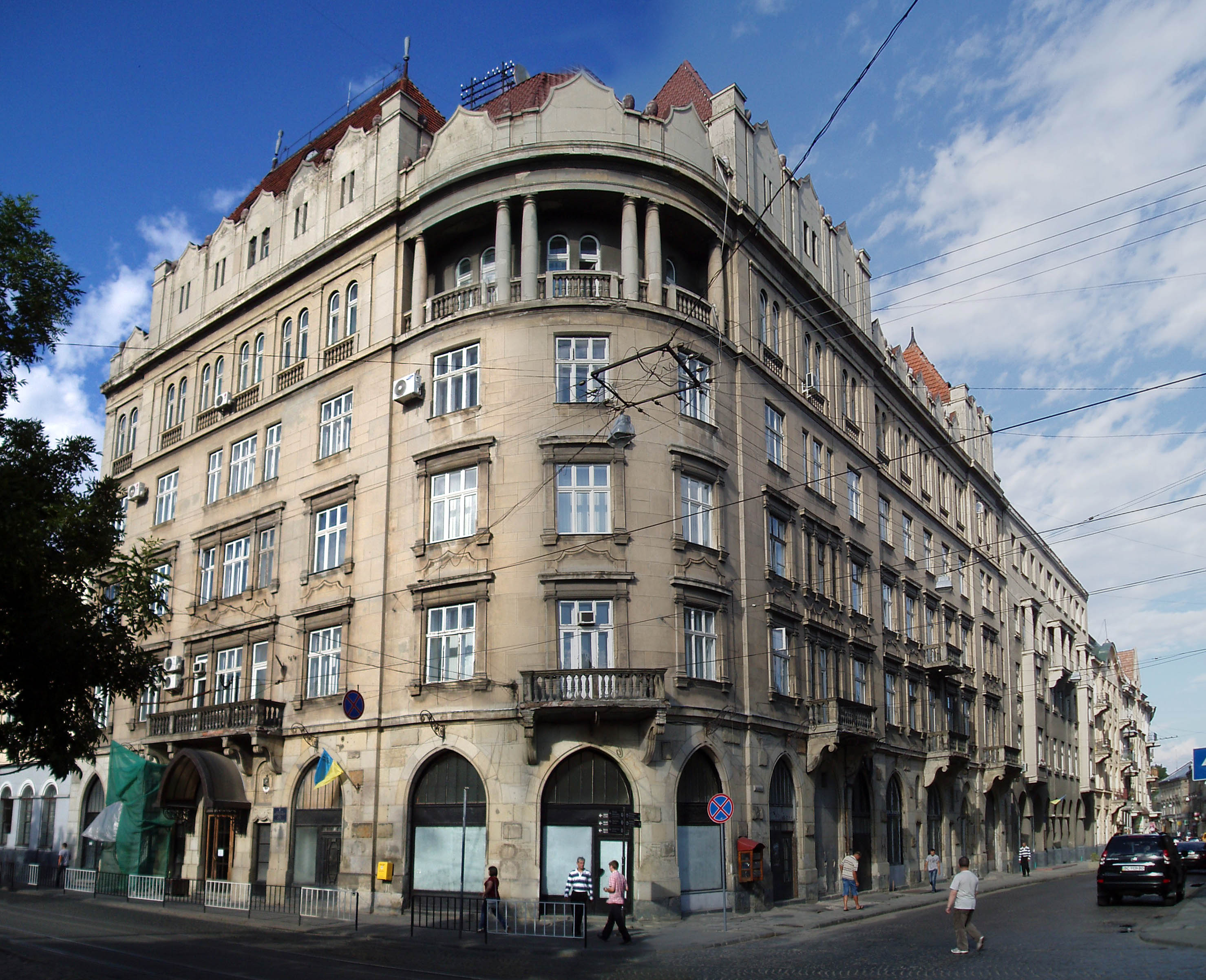
Колишній готель «Краківський»
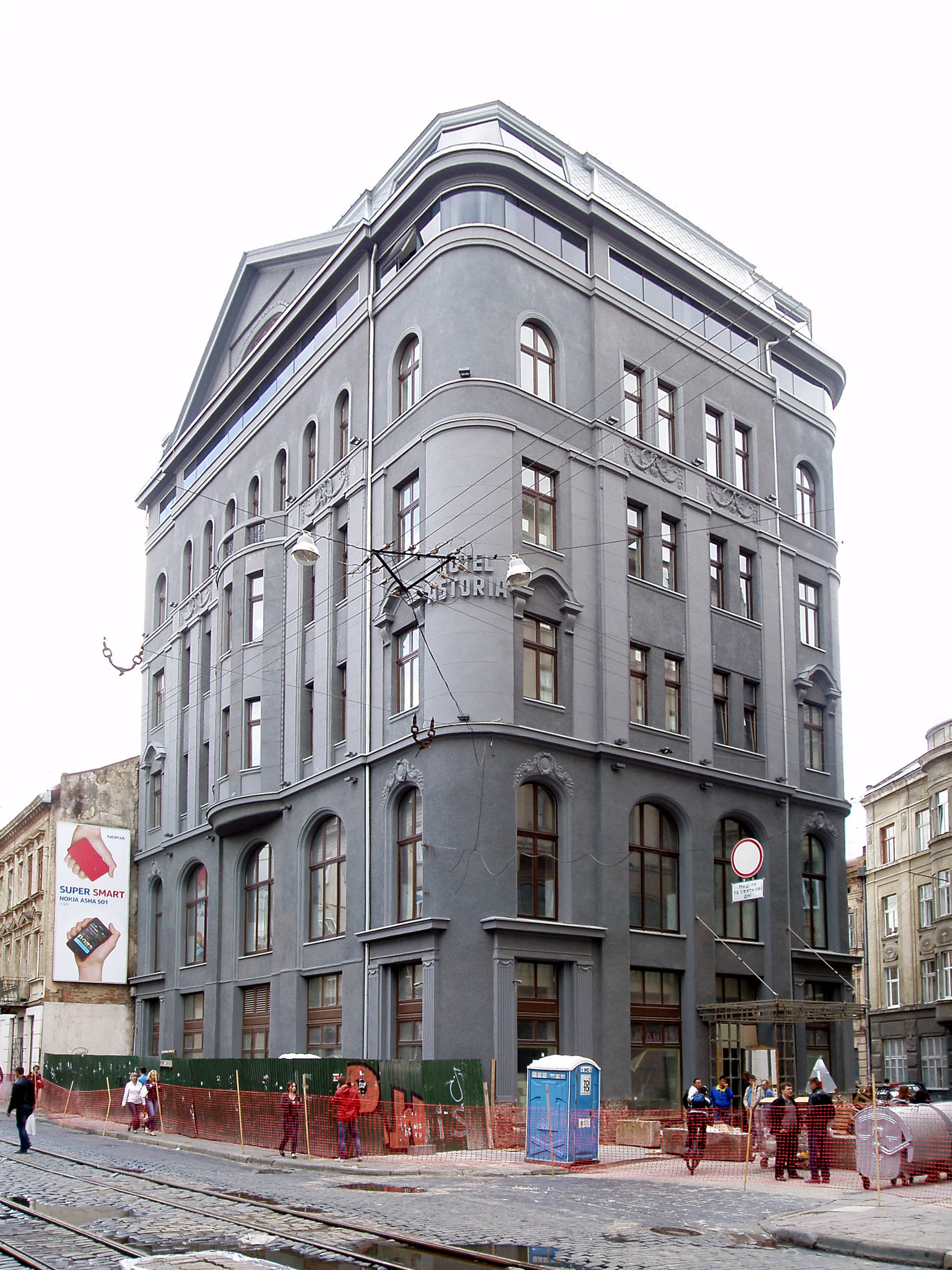
Готель «Асторія»

### Лікувальні заклади
Серед лікувальних закладів виділяється колишнья лічниця (санаторій) лікаря Казимира Солецького (вул. Личаківська, 107), дерматологічна клініка (вул. Пекарська, 69), інфекційної клініки (вул. Пекарська, 54/56), Українського товариства допомоги інвалідам (вул. Генерала Чупринки, 48), благодійний заклад Віктора Бурлярда — притулок для бідних Святого Лазаря (вул. Нижанківського, 2/4).
- лічниця (санаторій) лікаря Казимира Солецького (1908) збудувала фірма Івана Левинського за проєктом Олександра Лушпинського у поєднанні закопанського та гуцульського стилів.
- дерматологічна клініка (1912) за проєктом невідомого автора збудована у поєднанні модерну і неокласичного стилів.
- інфекційна клініка (1910/14) збудована за проєктом Тадеуша Врубеля у стилі раціональної постсецесії.
- для Українського товариства допомоги інвалідам (1904/05).
- притулок Віктора Бурлярда (1908) збудували за проєктом Тадея Обмінського.

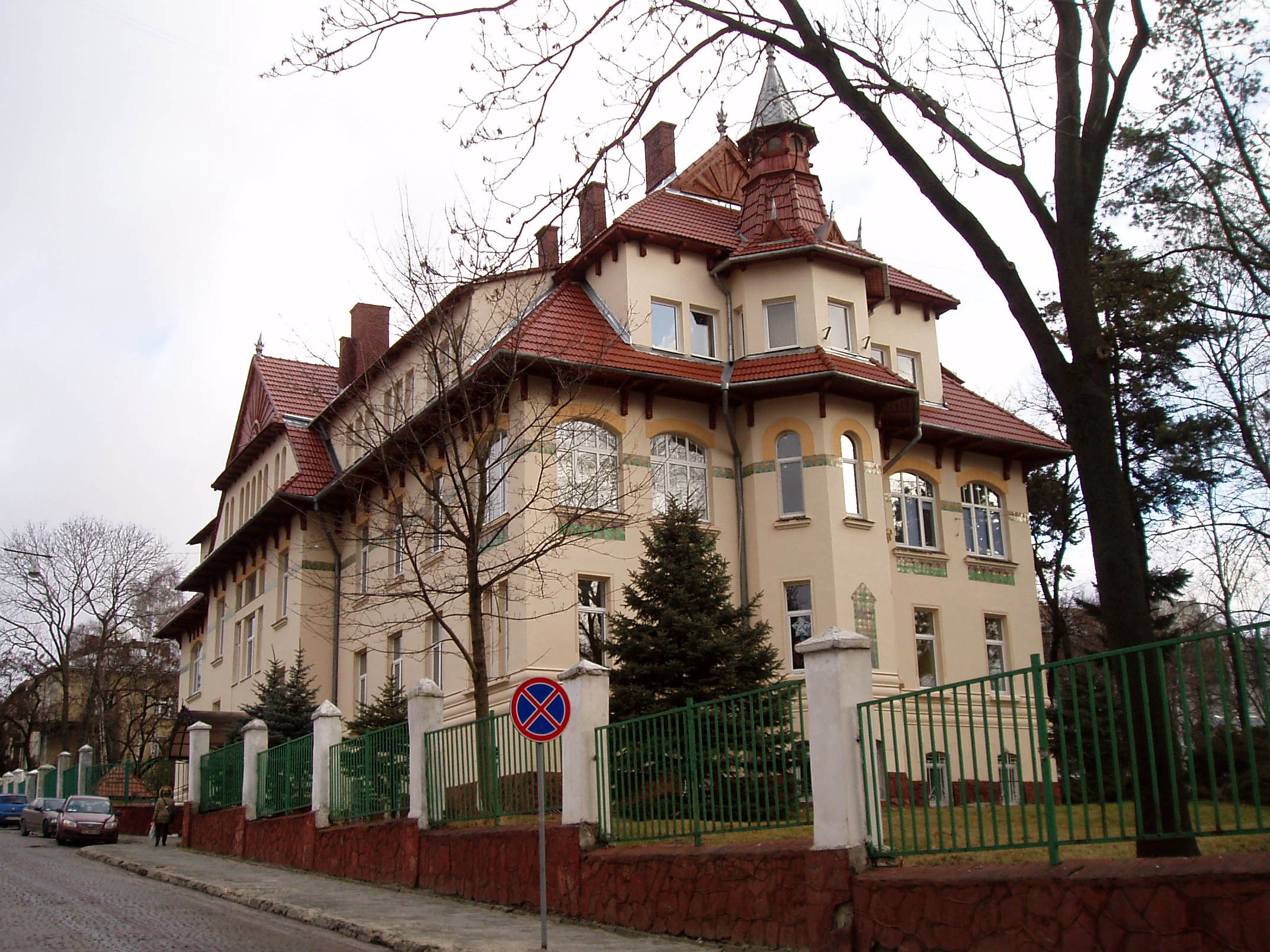
Санаторій лікаря Казимира Солецького
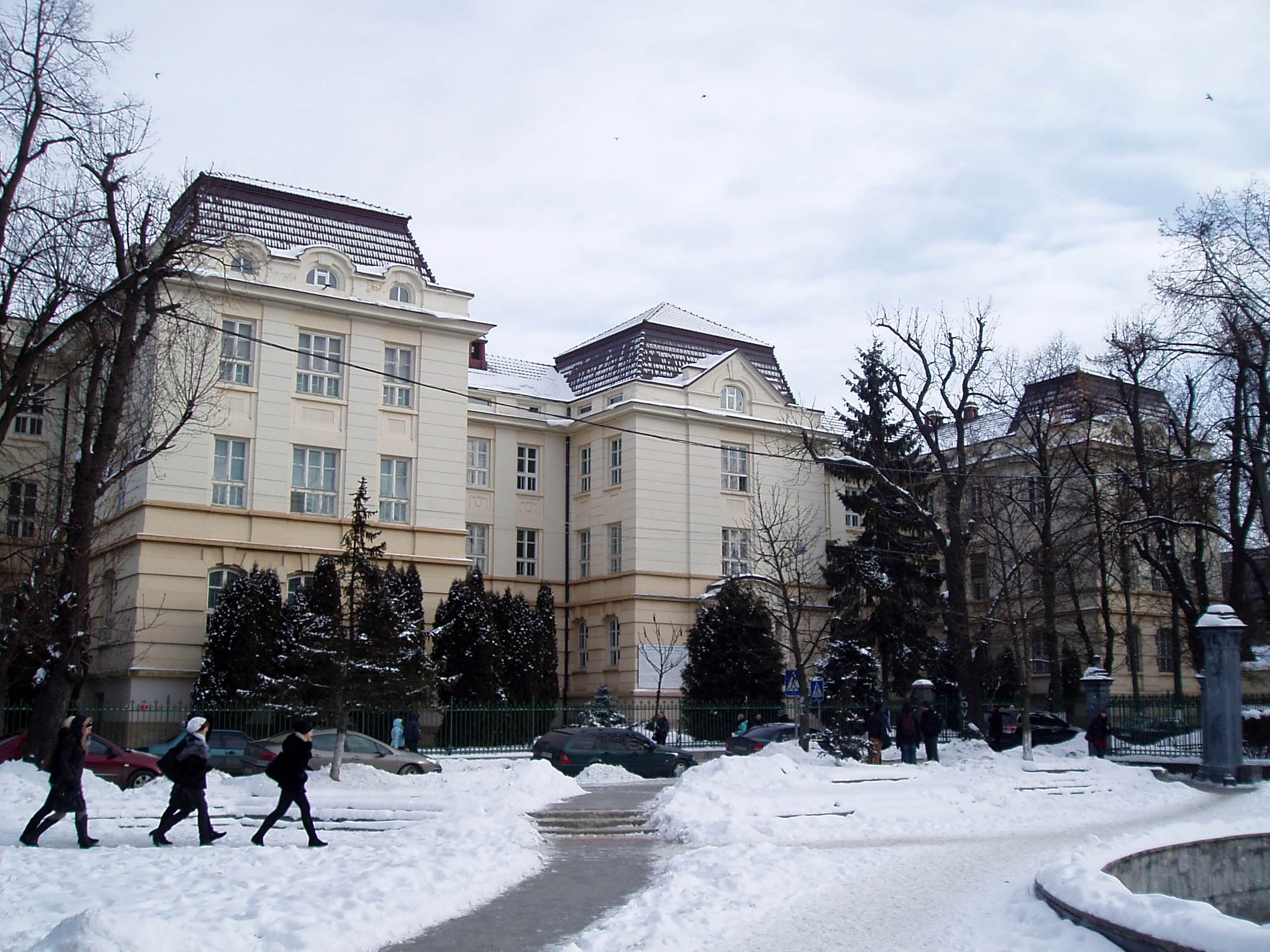
Дерматологічна клініка
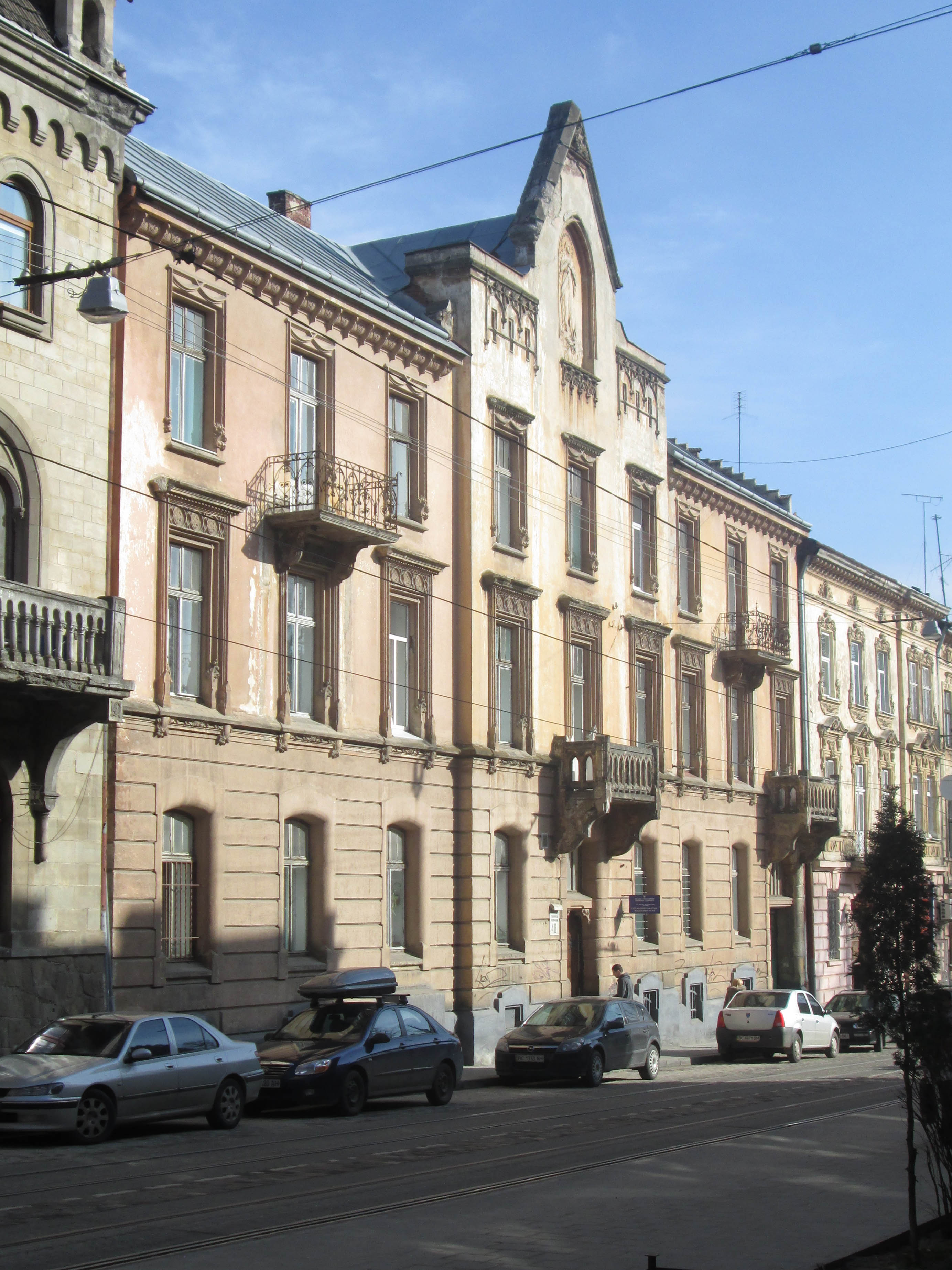
Українського товариства допомоги інвалідам
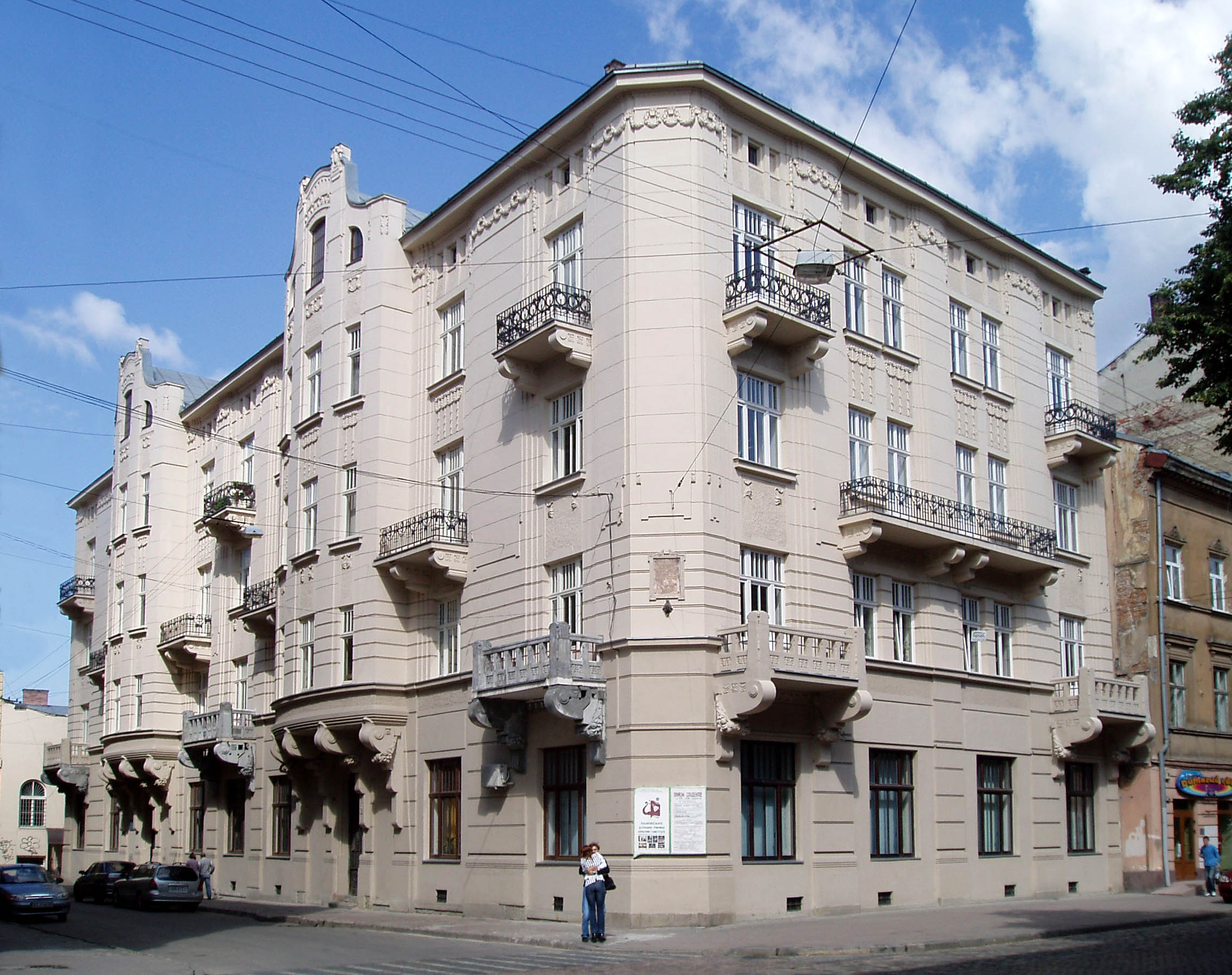
Притулок Віктора Бурлярда

### Сакральна архітектура
У даний період в основному проводили перебудови давніших культових споруд. Найбільш значними стали облаштування нового входу до Вірменського собору та нове оздоблення її інтер'єру (вул. Краківська — Вірменська, 7/9), монастир єзуїтів «Domus Recollectum» (вул. Залізняка, 11), каплиця Ісуса Милосердного Латинського собору, синагоги «Бет-Тахара» (Новий єврейський цвинтар).
- Вірменський собор (1908/10-1920-і рр.) було перебудовано за проєктом Франциска Мончинського з стилізованими під давнє східне мистецтво мозаїками Йозефа Мегоффера, розписами Яна-Генрика Розена.
- монастир єзуїтів «Domus Recollectum» (1911) збудовано за проєктами Карла Ріхтмана-Рудневського і Юзефа Пйонтковського (реколекційний дім), Станіслава Дидека та Франциска Мончинського (храм).
- каплиця Ісуса Милосердного (1905—1907) перебудована у стилі сецесії за проєктом Владислава Садловського, з пластичним декором Томаша Дикаса, Алоїза Бунша, розписами Станіслава Дембіцького та Валеріана Крицінського, вітражем за ескізами Люни Дрекслер
- синагога «Бет-Тахара» (1911—1914) збудована фірмою М. Уляма за проектом Р. Фелінського

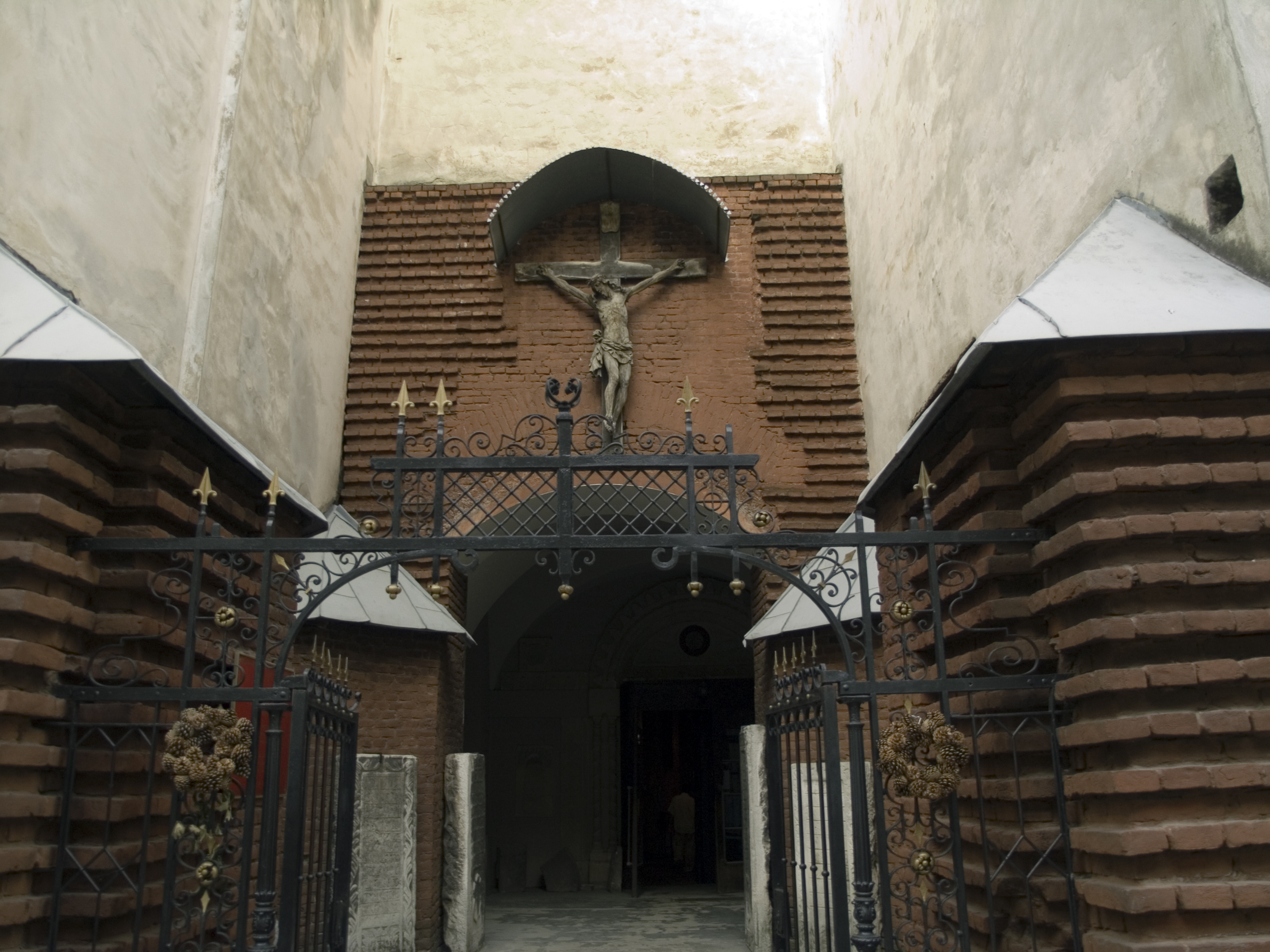
Новий вхід до Вірменського собору
Мозаїки в інтер'єрі собору
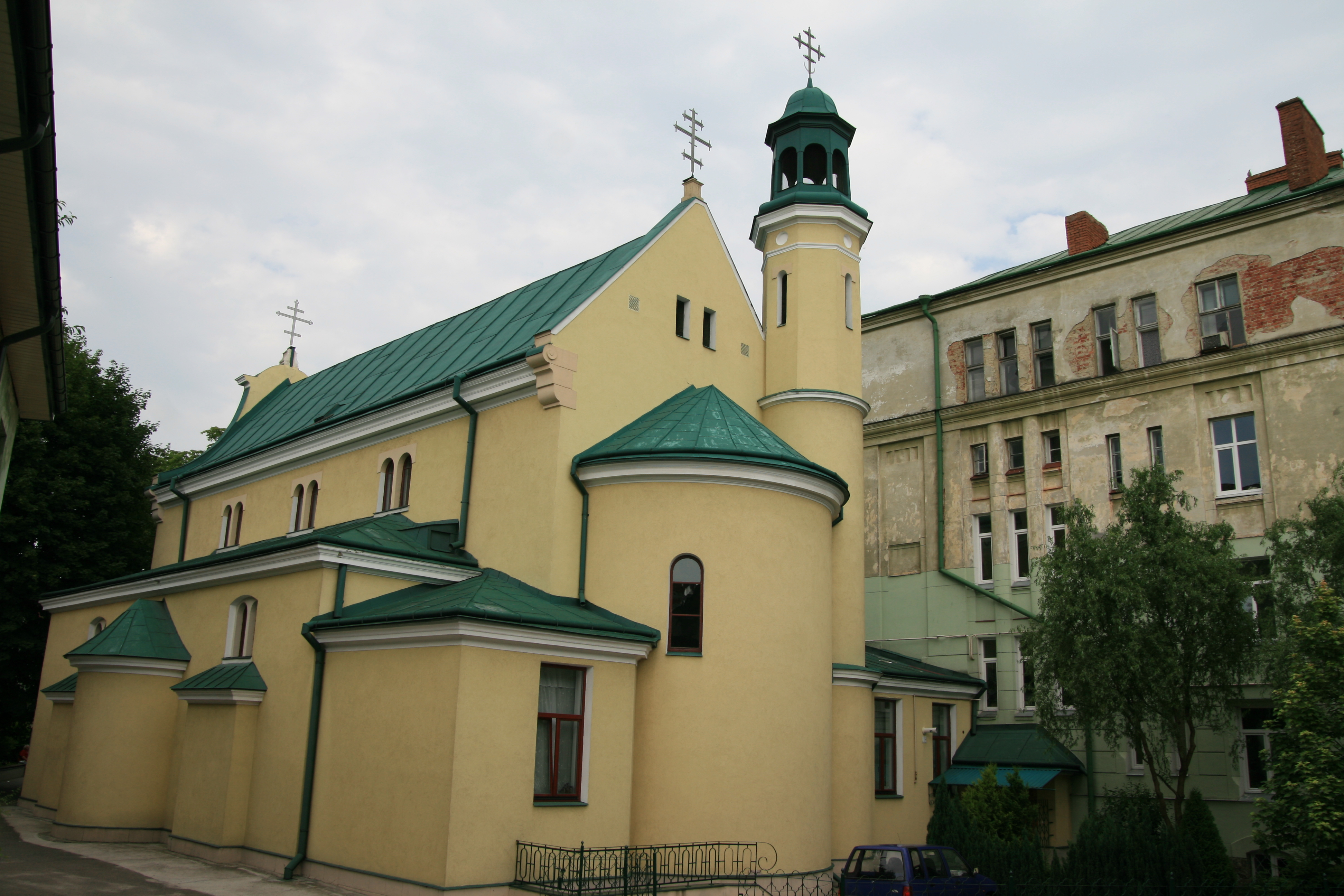
Костел святого Йосифа і блаженного Анджея Боболі монастиря єзуїтів «Domus Recollectum»

## Архітектори
Модерні будівлі Львова зводили місцеві архітектори, будівельні фірми, що були затребувані далеко за його межами. Частина з них була об'єднана в «Кола польських архітекторів у Львові» (1908). Серед них до найбільш активних належали Збіґнєв Брохвіч-Левинський, Анджей Ґоломб, Владислав Дердацький, Генрик Заремба, Зигмунт Кендзерський, Олександр Лушпинський, Вітольд Мінкевич, Тадей Обмінський, Владислав Садловський, Значний вклад внесли архітектурні бюро, підприємства Альфреда Захаревича, Ігнатія Кендзерського і Адама Опольського, Івана Левинського, Михайла Лужецького, Михайла Уляма,